# Griechische Staatsschuldenkrise

Euroscheine und griechische Euromünzen

Die griechische Staatsschuldenkrise (auch griechische Finanzkrise und griechische Depression) ist eine seit 2010 laufende Krise des Staatshaushalts und der Volkswirtschaft der Republik Griechenland. Nach dem Wegfall der nationalen Währungen und des damit verbundenen Wechselkursmechanismus nach der Euro-Einführung war die Entwicklung geeigneter interner Anpassungsmechanismen in den Euro-Ländern missglückt. Bereits ein Jahr vor dem 2001 erfolgten Beitritt zur Eurozone betrug die Staatsverschuldung Griechenlands 104,4 % des Bruttoinlandsprodukts (BIP). Während der weltweiten Finanzkrise ab 2007  stieg die griechische Staatsschuldenquote weiter von 107,2 % (2007) auf 129,7 % (2009) an.
Im Oktober 2009 gab der neu gewählte Ministerpräsident Giorgos A. Papandreou (PASOK) nach oben korrigierte Daten zur Verschuldung (von 3,7 auf 12,7 % des BIP) und weitere schlechte Wirtschaftsdaten bekannt. Methodische Mängel des Statistischen Amts Griechenlands (ESYE) und mögliche politische Einflussnahmen auf die Statistik veranlassten diese Korrektur. Die neuen Daten führten dazu, dass die Renditen der griechischen Staatsanleihen scharf anstiegen. Im selben Jahr bat Papandreou den IWF-Chef Strauss-Kahn, für Griechenland ein Hilfsprogramm aufzulegen, was dieser ablehnte, um den Ministerpräsidenten an die EU-Partner zu verweisen. Diese bereiteten mit dem IWF ein sehr viel größeres Kreditpaket vor.
Papandreou gab im November 2011 bekannt, dass er dieses Kreditpaket nur nach einer Volksabstimmung annehmen wollte. Im Falle einer Ablehnung wollte er den Austritt aus dem Eurosystem betreiben. Die Regierungen Sarkozy und Merkel verlangten jedoch, dass Griechenland die Kreditbedingungen ohne Abstimmung akzeptiere. Papandreou gab nach.
Ein IWF-Kredit in Höhe von 30 Milliarden Euro für Griechenland wurde durch die EU zunächst auf ein Volumen von insgesamt 110 Milliarden Euro aufgestockt und als Maßnahme zur Rettung Griechenlands und des Euro deklariert. Während die IWF-Kredite für Griechenland (auch „Notkredite“ genannt) bis heute (Stand Mai 2018) inflationsbedingt nur geringfügig auf 32 Milliarden Euro korrigiert wurden, erhöhten EU und EZB den Anteil zur Euro-Rettung (sogenannte „Notbürgschaften“) an den inzwischen drei Kreditpaketen trotz Bedenken der jeweils nacheinander beteiligten Ministerpräsidenten Papandreou, Samaras und Tsipras auf 290 Milliarden Euro (= Euro-Rettungsschirm). Somit fällt der eingeräumte Finanzrahmen der drei beteiligten Institutionen – der sogenannten „Troika“ – mit nunmehr 322 Milliarden Euro zehnmal so hoch aus wie das vom IWF aufgelegte Hilfsprogramm. Davon wurden schließlich 277,6 Milliarden Euro ausgezahlt (Stand September 2018). 31,9 Milliarden Euro IWF-Kredit gingen an den griechischen Staat und 245,7 Milliarden Euro sogenannte EU-Bürgschaften an europäische Banken.
Im März 2015 folgte der Kauf von Anleihen von Euro-Staaten durch die Europäische Zentralbank (EZB). Die „Institutionen“ und die griechische Regierung beschlossen unter anderem umfassende Haushaltskürzungen. Die Maßnahmen beinhalteten unter anderem Lohnkürzungen, zum Beispiel im öffentlichen Dienst und beim Mindestlohn:201, allgemeine Haushaltskürzungen und die Erhöhung der Mehrwertsteuer. Zudem wurden Privatisierungen vorgenommen. Daneben wurden Maßnahmen zur Verbesserung der griechischen Verwaltung angestoßen. Dazu zählen die im Mai 2010 erfolgte Umsetzung der Verwaltungsreform nach dem Kallikratis-Programm, die zahlenmäßige Erfassung aller für den Staat arbeitenden Personen und die Überprüfung von Rentenzahlungen an möglicherweise bereits Verstorbene. Die seit Jahren laufende Zusammenlegung der zahlreichen lokalen Grundbuchämter (υποθηκοφυλάκειο „Hypothekenamt, Grundbuchamt“) zu einem nationalen Kataster über alle rund 3,6 Millionen Liegenschaften soll bis 2020[veraltet] abgeschlossen sein.
Griechenland befand sich ab dem Jahr 2008 in einer Rezession und hat bis 2013 ungefähr 26 Prozent seines realen (preisbereinigten) Bruttoinlandsprodukts (BIP) eingebüßt. 2014 ergab sich ein minimales Plus von 0,4 % des realen BIPs. Der relative Schuldenstand hat sich – trotz Schuldenschnitts 2012 und trotz oder aufgrund verordneter Maßnahmen durch die Troika – von 2007 bis 2014 von 107,2 % auf 177,1 % des schrumpfenden BIPs erhöht.:33 Griechenland befindet sich seit März 2013 in der Deflation. Die Arbeitslosigkeit ist stark angestiegen und lag 2014 bei rund 26 Prozent, stark zugenommen hatten die Probleme unter anderem im Gesundheitssektor.
Am 25. Januar 2015 kam es zu einem Regierungswechsel in Griechenland. Die neue Regierungspartei SYRIZA führte die Verhandlungen über das zweite Programm zunächst fünf Monate lang fort. In der Nacht zum 27. Juni 2015 brach Regierungschef Alexis Tsipras die Verhandlungen ab und setzte ein Referendum an. Schon am nächsten Tag beschloss das Parlament mit überwältigender Mehrheit, das Referendum durchzuführen. Als Gegenmaßnahme stoppte EZB-Chef Mario Draghi umgehend den Kapitalverkehr zu den griechischen Banken, sodass Finanzminister Yanis Varoufakis seinerseits genötigt war, Kapitalverkehrskontrollen einzuführen. Im Juni 2015 wurde der Auslandstransfer vollständig unter staatliche Aufsicht gestellt und nur in Ausnahmen freigegeben. Barauszahlungen durch Banken wurden auf 60 € pro Tag eingeschränkt.
Diese Einschränkungen betrafen vor allem Selbständige und Unternehmen; die Bevölkerungsmehrheit unterstützte das Referendum ihrer Regierung mit 61,3 % Nein-Stimmen gegen die EZB und gegen die EU-Partner. Daraufhin vollzog Tsipras überraschend noch in der Wahlnacht eine Kehrtwende, die Finanzminister Varoufakis nicht mittragen wollte und zurücktrat.
Am 12. Juli 2015 einigten sich die Staats- und Regierungschefs der Eurozone einstimmig auf Rahmenbedingungen für die Aufnahme von Verhandlungen über ein drittes Hilfsprogramm und Athen erhielt einen Überbrückungskredit in Höhe von 7,16 Milliarden Euro aus dem zuvor mehrere Jahre nicht mehr genutzten EU-Rettungsschirm EFSM. Die Euro-Finanzminister stimmten am 19. August 2015 dem dritten Hilfspaket zu. Das dritte Paket hatte einen Umfang von 86 Milliarden Euro und lief im August 2018 aus. Es wurde über den ESM abgewickelt. Am 20. August gab Alexis Tsipras seinen Rücktritt bekannt, um die Revision seiner Position durch eine Wiederwahl zu legitimieren. Bei der Parlamentswahl in Griechenland September 2015 ging Tsipras erneut als Sieger hervor und setzte die Koalition mit der ANEL-Partei fort.
Das im August 2018 ausgelaufene dritte Hilfsprogramm für Griechenland wurde nicht weitergeführt. Der Ministerpräsident hatte es vorzeitig abgeschlossen, noch bevor die bereitgestellten Mittel aufgebraucht waren. Von den ursprünglich vereinbarten 86 Milliarden Euro akzeptierte Griechenland schließlich, nur 55 Milliarden Euro an die Banken durchzureichen. Stattdessen kündigte Tsipras an, dass sein Land künftig ohne europäische Hilfsprogramme auskomme. Die abschließende Zahlung an Athen in Höhe von 15 Milliarden Euro sowie eine Verschiebung von Kreditrückzahlungen um zehn Jahre wurde 2018 von den Finanzministern der Eurozone vereinbart.
| Datum           | Fitch | S&P   | Moody’s | Quelle        |
| --------------- | ----- | ----- | ------- | ------------- |
| 15. März 2007   |       |       | A1      | [ 25 ]        |
| 29. Okt. 2008   |       |       | A1      | [ 26 ]        |
| 8. Dez. 2009 ▼  | BBB+  |       |         | [ 27 ]        |
| 16. Dez. 2009 ▼ |       | BBB+  |         | [ 28 ]        |
| 22. Dez. 2009 ▼ |       |       | A2      | [ 29 ]        |
| 27. Apr. 2010 ▼ | BBB−  | BB+/B | A3      | [ 30 ]        |
| 14. Juni 2010 ▼ |       |       | Ba1     | [ 31 ]        |
| 7. März 2011 ▼  |       |       | B1      | [ 32 ]        |
| 30. März 2011 ▼ |       | BB−   |         | [ 33 ]        |
| 9. Mai 2011 ▼   |       | B     |         | [ 34 ]        |
| 20. Mai 2011 ▼  | B+    |       |         | [ 35 ]        |
| 1. Juni 2011 ▼  |       |       | Caa1    | [ 36 ]        |
| 14. Juni 2011 ▼ |       | CCC   |         | [ 37 ]        |
| 13. Juli 2011 ▼ | CCC   |       |         | [ 38 ]        |
| 25. Juli 2011 ▼ |       |       | Ca      | [ 39 ]        |
| 27. Juli 2011 ▼ |       | CC    |         | [ 40 ]        |
| 22. Feb. 2012 ▼ | C     |       |         | [ 41 ]        |
| 27. Feb. 2012 ▼ |       | SD    |         | [ 42 ]        |
| 3. März 2012 ▼  |       |       | C       | [ 43 ]        |
| 9. März 2012 ▼  | RD    |       |         | [ 44 ] [ 45 ] |
| 13. März 2012 ▲ | B-    |       |         | [ 46 ]        |
| 2. Mai 2012 ▲   |       | CCC   |         | [ 47 ]        |
| 17. Mai 2012 ▼  | CCC   |       |         | [ 48 ]        |
| 6. Dez. 2012 ▼  |       | SD    |         | [ 49 ]        |
| 18. Dez. 2012 ▲ |       | B-    |         | [ 50 ]        |
| 14. Mai 2013 ▲  | B-    |       |         | [ 51 ]        |
| 29. Nov. 2013 ▲ |       |       | Caa3    | [ 52 ]        |
| …               | …     | …     | …       |               |
| 1. Aug. 2014 ▲  |       |       | Caa1    | [ 53 ]        |
| 12. Sep. 2014 ▲ |       | B     |         | [ 54 ]        |
| 16. Jan. 2015 ▲ | B     |       |         | [ 55 ]        |
| 15. Apr. 2015 ▼ |       | CCC+  |         | [ 56 ]        |
| 29. Apr. 2015 ▼ |       |       | Caa2    | [ 57 ]        |
| 15. Mai 2015 ▼  | CCC   |       |         | [ 58 ]        |
| 11. Juni 2015 ▼ |       | CCC   |         | [ 59 ]        |
| 29. Juni 2015 ▼ |       | CCC-  |         | [ 60 ]        |
| 30. Juni 2015 ▼ | CC    |       |         | [ 61 ]        |
| 1. Juli 2015 ▼  |       |       | Caa3    | [ 62 ]        |
| 18. Aug. 2015 ▲ | CCC   |       |         | [ 63 ]        |
| 22. Jan. 2016 ▲ |       | B-    |         | [ 64 ]        |
| 23. Juni 2017 ▲ |       |       | Caa2    | [ 65 ]        |
| 18. Aug. 2017 ▲ | B-    |       |         | [ 66 ]        |
| 19. Jan. 2018 ▲ |       | B     |         | [ 67 ]        |
| 16. Feb. 2018 ▲ | B     |       |         | [ 68 ]        |
| 21. Feb. 2018 ▲ |       |       | B3      | [ 69 ]        |
| 25. Juni 2018 ▲ |       | B+    |         | [ 70 ]        |
| 8. Okt. 2018 ▲  | BB-   |       |         | [ 70 ]        |
| 1. März 2019 ▲  |       |       | B1      | [ 70 ]        |

## Entstehung und Verlauf

### Bis zum Regierungswechsel 2009
Griechenland trat der Eurozone am 1. Januar 2001 bei. Eurostat stellte 2004 in einem Bericht fest, dass die von Griechenland übermittelten statistischen Daten nicht stimmen könnten. Zurückgeführt wurde dies darauf, dass das Statistische Amt Griechenlands (ESYE) die ihm vorliegenden Daten falsch ausgewertet habe und die Behörden und Ministerien dem Amt verfälschte Daten geliefert hätten. Vor diesem Hintergrund veröffentlichte Eurostat im November 2004 einen Bericht über die Revision der griechischen Defizit- und Schuldenstandszahlen, demzufolge in den Jahren vor 2004 in elf Einzelfällen falsche Zahlen gemeldet wurden.
Im Januar 2010 berichtete die Europäische Kommission in ihrem „Bericht zu den Statistiken Griechenlands“ erneut von methodischen Mängeln der Finanzstatistiken beim ESYE, einer mangelnden politischen Kontrolle und politischer Beeinflussung von Statistikdaten. Seit Juli 2010 existiert mit ELSTAT eine neue, regierungsunabhängige Behörde für Statistik.

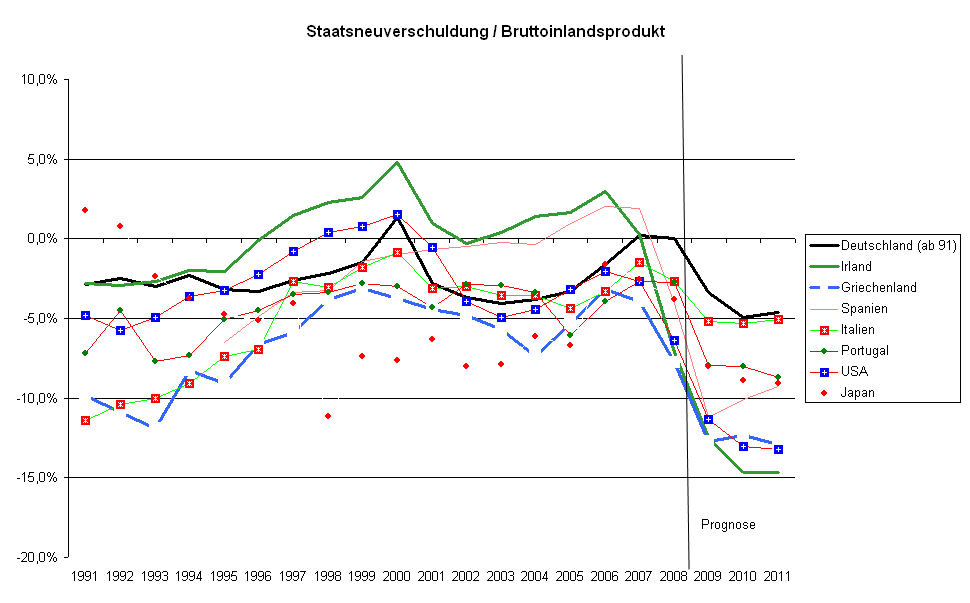
Finanzierungssaldo des Staates in % des Bruttoinlandsprodukts, nach AMECO-Daten

Zinssätze für Langzeitanleihen Griechenlands zwischen 1993 und 2018

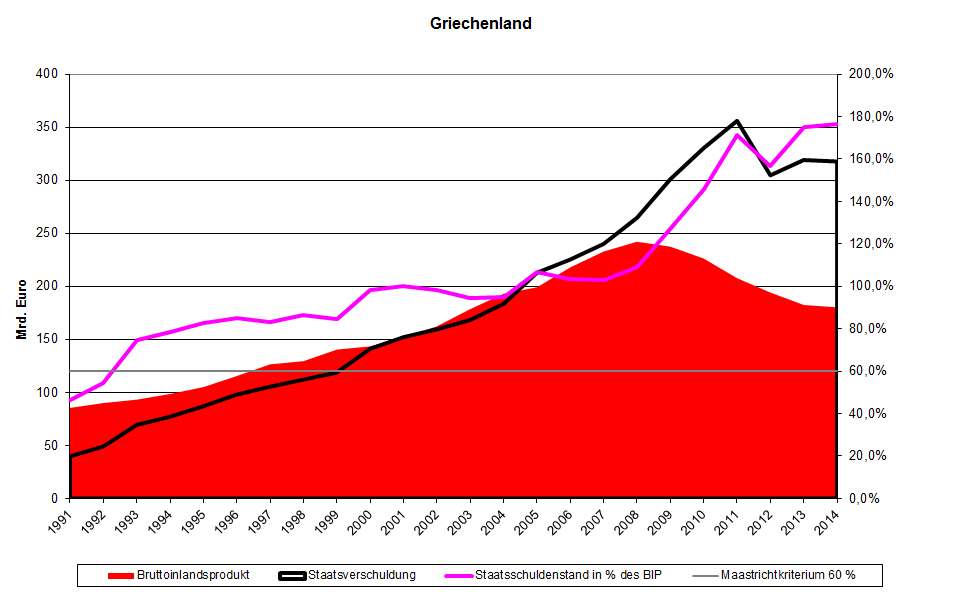
Bruttoinlandsprodukt (BIP), Staatsverschuldung in Mrd. Euro und im Verhältnis zum BIP. Eigene Berechnungen nach der AMECO-Datenbank.

Nach Berichten des Spiegel sowie der New York Times hatten US-Banken wie Goldman Sachs und JP Morgan verschiedenen Euro-Ländern wie Italien und Griechenland in den Jahren 2000 bis 2010 dabei geholfen, das Ausmaß ihrer Staatsverschuldung zu verschleiern.
Neu aufgenommene Kredite waren als Währungsswaps verbucht worden, die nicht zur Staatsverschuldung gerechnet wurden.
Die Verwendung von Finanzderivaten zur Staatsfinanzierung wurde bis 2008 nicht reguliert.
Nach der Regulierung durch Eurostat im Jahr 2008 kam die griechische Regierung den Meldevorgaben nicht nach, als die Nachmeldung solcher Transaktionen angefordert wurde.
Laut einem Bericht von Bloomberg Business konnte sich die griechische Regierung über ein 2001 mit Goldman Sachs abgeschlossenes Währungsswap-Geschäft mehr als 2,8 Milliarden Euro leihen. Mit Hilfe fiktiver Währungskurse konnten mit diesem Geschäft circa zwei Prozent der griechischen Staatsschulden in der Bilanz verborgen werden.
Das Geschäft erwies sich jedoch, wohl auch aufgrund seiner Intransparenz bzw. Komplexität, als unvorteilhaft für den griechischen Staat, so dass bereits drei Monate nach Abschluss eine Neuverhandlung angesetzt wurde, die zu einem Geschäft mit inflationsgekoppelten Derivaten führte.
Diese stellten sich in der Folge aber als ebenfalls unvorteilhaft für den griechischen Staat heraus, so dass im August 2005 die griechische Regierung mit Goldman Sachs über den Rückkauf der gesamten Anleihen durch die griechische Zentralbank verhandelte.
Für die Rückzahlung dieser Derivate ergab sich schließlich eine Höhe von 5,1 Milliarden Euro, zu deren Finanzierung außerbörsliche Zinsswap-Geschäfte aufgenommen wurden.
Angeblich erhielt Goldman Sachs für die Durchführung dieses Geschäfts 600 Millionen Euro. Andere Berichte sprechen davon, dass künftig zu erwartende Einnahmen, zum Beispiel aus Flughafengebühren und Lotteriegewinnen, abgetreten wurden.

### Vom Regierungswechsel bis zum Ausbruch der Krise
Bei den Parlamentswahlen am 4. Oktober 2009 gewann die Partei PASOK mit einem Stimmenanteil von 43,9 % die absolute Mehrheit der Parlamentssitze. Zwei Tage später wurde Giorgos Papandreou als neuer Ministerpräsident vereidigt. Die den Wählern zuvor von der PASOK versprochenen Ausgabenerhöhungen im Sozialbereich konnten nicht finanziert werden. Am 20. Oktober 2009 erklärte der neue Finanzminister Giorgos Papakonstantinou, das Haushaltsdefizit 2009 betrage nicht – wie von der Vorgängerregierung angegeben – rund 6 Prozent des BIP, sondern voraussichtlich 12 bis 13 Prozent. Damit überstieg es die vereinbarte 3-Prozent-Neuverschuldungsgrenze bei weitem.
Die Zusage der Vorgängerregierung vom April 2009 im Rahmen eines laufenden Defizitstrafverfahrens, ihr Staatsdefizit 2009 auf 3,7 % (des BIP) zurückzuführen, konnte daher nicht eingelöst werden. Daraufhin kontaktierte Papandreou einen Monat nach seiner Wahl zum Ministerpräsidenten den IWF-Chef Strauss-Kahn und bat, nach eigenen Angaben, um technische Unterstützung, die der IWF-Chef ablehnte und auf die EU verwies. Strauss-Kahn stellte später das Gespräch in der Presse in einem anderen Licht dar; damals sei es um finanzielle Hilfe gegangen.
Etwa zur gleichen Zeit warf der angehende Vorsitzende der ND Antonis Samaras in einem Interview des Senders ALTER der neuen Regierung vor, sie hätte den geplanten Haushalt 2009/2010 so abgeändert, dass Ausgaben des Jahres 2010 vorweggenommen und Einnahmen von 2009 nach 2010 verschoben wurden. Durch diese gezielten (aber legalen) Haushaltsänderungen sei das Defizit 2009 von ursprünglich errechneten ca. 8 % auf 12 % geschnellt. Der Oberste Gerichtshof befasste sich 2016 mit dieser Angelegenheit und hob in seinem Beschluss 1331/2016 ein vorangegangenes Gerichtsurteil auf. Damit folgte er der Klage der Staatsanwaltschaft, wonach die Regierung Papandreou das Staatsdefizit 2009 nachträglich künstlich nach oben korrigiert hatte und der Leiter der griechischen Statistikbehörde ELSTAT diese Korrektur deckte, um Griechenland bewusst in das Memorandum zu treiben.
Die Regierung in Athen vereinbarte mit der EU, alle zwei bis drei Monate in Brüssel über ihre Einsparungserfolge Bericht zu erstatten. Als ehrgeiziges Ziel wurde festgelegt, dass Griechenland die Netto-Neuverschuldung bis 2012 unter die im Stabilitäts- und Wachstumspakt vorgesehene Marke von drei Prozent des Bruttoinlandsprodukts drücken wolle.
Auf einem EU-Sondergipfel am 11. Februar 2010 in Brüssel wurde Papandreou zu einer drastischen Sparpolitik aufgefordert, um den Staatsbankrott abzuwenden. Die Erwartung der Gipfelteilnehmer, dass Solidaritätsbekundungen mit Griechenland zur Beruhigung der Finanzmärkte ausreichen, erfüllte sich nicht. Nach langen Kontroversen um die Ausgestaltung der Hilfsmaßnahmen einigten sich die Staats- und Regierungschefs der Euro-Staaten Ende März 2010 darauf, Griechenland finanziell zu unterstützen.
| Geldgeber | Zusagen | Ausgezahlt | Übertrag auf 2. Programm |
| --- | ------- | ---------- | ------------------------ |
| Euro-Staaten | 77,3    | 52,9       | 24,4                     |
| IWF | 30,0    | 20,1       | 9,9                      |
| Gesamt | 107,3   | 73,0       | 34,3                     |
| Quelle: EU-Kommission. Als bekannt wurde, dass die Troika ein zweites Kreditpaket plante, beendete der Ministerpräsident das laufende erste vorzeitig. Er verhinderte damit den Transfer der restlichen 24,4 Mrd. € und verzichtete auf 9,9 Mrd. € Kredit, stattdessen kündigte er ein Referendum an. Erst nachdem Papandreou gestürzt wurde, konnte die EU das zweite Paket schnüren. Die abgelehnten Hilfsgelder in Höhe von insgesamt 34,3 Mrd. € wurden im Anschluss an die Unterzeichnung des zweiten Kreditpakets als vertraglich vereinbart der Regierung Samaras auferlegt. |         |            |                          |

### Drohende Zahlungsunfähigkeit und Hilferuf an IWF und EU
Nach Ablehnung der IWF-Unterstützung durch Strauss-Kahn und der anschließend langwierig verlaufenden Verhandlungen mit der Troika aus IWF, EU und EZB kletterten die Risikoaufschläge für langfristige griechische Staatsanleihen auf neue Rekordwerte. So beantragte schließlich die griechische Regierung am 23. April 2010 offiziell Finanzhilfe. Unter der Leitung von Strauss-Kahn einigte sich die Troika am 1./2. Mai 2010 mit Papandreou auf einen IWF-Kredit von 30 Mrd. € und einer Bürgschaft durch die EU-Länder von 77,3 Mrd. €, diesmal unter der Auflage, dass Griechenland ein rigoroses Austeritätsprogramm umsetzt.
Um Banken zu stützen, die griechische Staatsanleihen halten, akzeptiert die Europäische Zentralbank seit dem 3. Mai 2010 griechische Staatsanleihen in vollem Nennwert als Kreditsicherheit, obwohl deren Bonität von den Ratingagenturen als niedrig eingestuft wird.
Die für Griechenland beschlossenen Hilfen reichten jedoch nicht aus, um die Märkte dauerhaft zu beruhigen. Die Risikoaufschläge für griechische Staatsanleihen stiegen weiter. Angesichts dieser Entwicklungen einigten sich die europäischen Staats- und Regierungschefs bei einem Gipfeltreffen (am 7. Mai, ergänzt von einem Finanzministertreffen am 9. und 10. Mai 2010) auf die Einrichtung der Europäischen Finanzstabilisierungsfazilität (EFSF), die im Bedarfsfall die drohende Zahlungsunfähigkeit eines Mitgliedstaates der Eurozone verhindern soll.

### Wirtschaftliche und politische Folgen des ersten Memorandums
Die Wirtschaftslage verschlechterte sich in der Folge; Insolvenzen im privaten Bereich und die Arbeitslosenzahl (Quotenanstieg von 8,5 % auf 12 %) nahmen zu. Die Investitionen, das BIP und somit auch die darauf basierenden Steuereinnahmen gingen zurück. Die am Finanzmarkt ermittelten Risikoaufschläge auf griechische Staatsanleihen stiegen wieder an und erreichten im September 2010 fast wieder das Niveau des Höhepunktes der Krise im Mai.
In Griechenland schrumpfte 2010 die Wirtschaftsleistung um 4,5 % (Rezession). Um dem entgegenzuwirken, bat die griechische Regierung die Europäische Kommission darum, bestimmte Fördermittel für Griechenland aus den EU-Strukturfonds vereinfacht freizugeben. Diese Fördermittel in Höhe von 15,3 Milliarden Euro konnten von Griechenland zuvor nicht abgerufen werden, da das Land infolge der Sparmaßnahmen den dafür notwendigen Eigenanteil nicht aufbringen kann.
In der ersten Jahreshälfte 2011 mehrten sich in Griechenland die Proteste gegen die beschlossenen Sparmaßnahmen. Die damals größte Oppositionspartei Nea Dimokratia (ND) sowie mehrere kleinere weitere Oppositionsparteien wandten sich gegen die Verkleinerung des Staatsdienstes und angekündigte Privatisierungen von Staatsbetrieben. Bereits im November 2010 führte dies zu einer Abspaltung von der ND, bei der reformbereite Parteimitglieder die neue Partei Dimokratiki Symmachia gründeten. Auch innerhalb der Regierungsfraktion der PASOK kam es zu Konflikten über den Sparkurs, den einige Abgeordnete nicht weiter mittragen wollten. Am 27. Mai lehnte das griechische Parlament in einer Abstimmung einen Regierungsvorschlag über weitere Sparmaßnahmen ab. Die EU forderte daraufhin einen überparteilichen Konsens des griechischen Parlaments zum Schuldenabbau und machte weitere Hilfen davon abhängig, dass das griechische Parlament ein neues Sparpaket beschließe. Auch die Europäische Volkspartei erhöhte den Druck auf ihre Mitgliedspartei ND.
Ende Juni 2011 bildete der griechische Ministerpräsident Papandreou sein Kabinett um und ernannte unter anderem den bisherigen Verteidigungsminister Evangelos Venizelos zum Minister für Wirtschaft und Finanzen. Am 29. Juni stimmte das griechische Parlament gegen die Stimmen der meisten ND-Abgeordneten einem neuen Sparpaket zu, das die Mitgliedstaaten im Europäischen Rat als Voraussetzung für weitere Hilfsmaßnahmen benannt hatten.
Im ersten Halbjahr 2011 betrug die griechische Neuverschuldung knapp 14,7 Milliarden Euro – geplant für das ganze Jahr 2011 waren rund 16,7 Milliarden Euro. Griechenland hatte zu dieser Zeit Schulden in Höhe von mehr als 350 Milliarden Euro. Ende 2010 betrugen die griechischen Staatsschulden 142,8 % des BIP; für Ende 2011 erwartete die EU-Kommission sie bei etwa 157,7 % des BIP.
Auf einem Sondergipfel am 21. Juli 2011 einigten sich die Euroländer trotz Bedenken Papandreous auf ein zweites Rettungspaket für Griechenland. Wegen der für die Bürger weitreichenden Konsequenzen bei dieser zweiten, deutlich größeren Kreditaufnahme kündigte Papandreou abermals an, in einem Referendum die Bürger über den EU-Weg aus der Krise entscheiden zu lassen und stellte die weitere Aufnahme der EURO-Rettungskredite ein. Die EU sah ihren Weg als alternativlos und äußerte massive Bedenken gegen das Referendum. Sie versagte schließlich Papandreou die weitere Unterstützung, sodass dieser das Referendum zurücknahm und als Ministerpräsident abtrat. Schon 2 Wochen später (10. November 2011) wurde eine Regierung von EU-Technokraten für sechs Monate in Athen eingesetzt, die sogleich die nächste Tranche des ersten Kreditpakets abrief. Danach wurde das Rettungspaket (nach nur 73 der geplanten 107,3 Mrd. €) gestoppt, stattdessen wurde das zweite Kreditpaket vom EFSF und dem IWF in Höhe von 130 Mrd. € plus Schuldenschnitt vorbereitet. Kurz nach dessen Unterzeichnung durch den neuen Ministerpräsidenten Antonis Samaras stellte sich heraus, dass er die nicht in Anspruch genommenen 34,3 Mrd. seines Vorgängers ebenfalls abrufen musste.
Die Renditen und Risikoaufschläge auf griechische Staatsanleihen stiegen auf dem Finanzmarkt wieder an, erreichten (je nach Anlage) Ende 2010/Anfang 2011 wieder das Niveau der Krise im Mai und stiegen seitdem weiter an (siehe Grafik). Da unter anderem einerseits durch die hohe Arbeitslosigkeit die Staatseinnahmen gesunken sind, zugleich der Staat erhöhte Ausgaben zur Arbeitslosenabsicherung tätigen muss, stieg aber die Staatsverschuldung weiter an.

### Konsequenzen des ersten Memorandums für die Demokratie
Giorgos Papandreou hatte am 1. Mai 2010 ein Memorandum mit den drei Institutionen der Troika, IWF, EU und EZB unterschrieben. Auf Druck der EU-Partner hatte er zuvor auf ein Referendum verzichtet, und man vereinbarte neben dem beantragten IWF-Kredit für Griechenland ein weit größeres Paket zur Rettung von Banken in anderen EU-Ländern (sog. Euro-Rettung). Dafür erhielt er am Tag der Deutschen Einheit 2010 gemeinsam mit Wolfgang Schäuble den Quadriga-Preis für seine „Kraft der Wahrhaftigkeit“. Papandreous Laudatio hielt Josef Ackermann.

Im nächsten Jahr kündigte Schäuble ohne Absprache ein zweites Paket zur Euro-Rettung an, worauf Papandreou – ungeachtet seines kurz zuvor erworbenen Preises – sofort alle weiteren Geldtransfers für europäische Banken auf Eis legte.
Mit seiner Ankündigung vom 30. Oktober 2011, ein „bindendes“ Referendum noch im selben Jahr abhalten zu wollen, stellte sich der Ministerpräsident mit den Worten: „Wir vertrauen den Bürgern, wir vertrauen ihrem Urteil, wir vertrauen ihrer Entscheidung. Das ist ein Akt der Demokratie. Wir haben die Pflicht, die Rolle und die Verantwortung der Bürger zu fördern“ offen gegen die Vereinbarungen. Kurz danach musste er unter in- und ausländischen politischen Druck zurücktreten und ein ehemaliger Goldman-Sachs-Mitarbeiter und EZB-Vizechef wurde ohne Wahl eingesetzt. Seit 2010 wird der Quadriga-Preis nicht mehr verliehen.
Auf juristische Kritik sind sowohl die Bestimmungen der Kreditabkommen als auch die Form ihrer Implementierung gestoßen. Eine Beteiligung des Parlaments – die griechische Verfassung sieht für die Ratifizierung derart weitreichender internationaler Verträge eine Dreifünftelmehrheit vor – erfolgte eingeschränkt. Mit einfacher Mehrheit wurde ein Gesetz verabschiedet, wonach die Verträge ab ihrer Unterzeichnung gültig sind. Nach Auffassung des Staatsrechtlers Giorgos Kassimatis stellt dieses Vorgehen einen Verfassungsbruch dar. Durch die Kreditabkommen werden nach seiner Auffassung die in der griechischen Verfassung gesicherten demokratischen und sozialen Grund- und Eigentumsrechte griechischer Bürger sowie die staatliche Souveränität verletzt, etwa durch die vollständige Bindung des gesamten griechischen Staatsvermögens. Ein im Auftrag mehrerer europäischer Gewerkschaftsorganisationen von dem Bremer Rechtswissenschaftler Andreas Fischer-Lescano erstelltes Gutachten problematisiert vor allem die mangelnde Rechtsbindung der Organe der EU beim Abschluss der Kreditverträge. Der Staatsrechtler Kostas Chrysogonos kritisiert, dass im Zuge der Umsetzung der Bedingungen der Kreditabkommen Gesetze zunehmend per Dekret erlassen werden und bei Arbeitskämpfen Notstandsrecht zur Anwendung kommt.

### Parlamentswahlen 2012 und weitere Entwicklung
| Geldgeber                          | Zusagen | Ausgezahlt |
| ---------------------------------- | ------- | ---------- |
| EFSF                               | 144,6   | 130,9      |
| IWF                                | 19,8    | 11,8       |
| Gesamt                             | 164,4   | 142,7      |
| Quelle: BMF/EFSF; Stand: März 2018 |         |            |

Am 6. Mai 2012 fanden in Griechenland vorgezogene Parlamentswahlen statt. Die beiden großen Volksparteien Nea Dimokratia (ND) und die sozialdemokratische Panellinio Sosialistiko Kinima (PASOK) mussten starke Stimmenverluste hinnehmen; beide hatten gemeinsam keine absolute Mehrheit bzw. Regierungsmehrheit im Parlament. Erstmals zog die neonazistische und rassistische Chrysi Avgi ins Parlament ein, ebenso die rechtspopulistischen Anexartiti Ellines und die linke Dimokratiki Aristera. Die radikale Linke SYRIZA von Alexis Tsipras wurde überraschend zweitstärkste Partei. Tsipras’ Versuch der Regierungsbildung scheiterte; danach bekam Evangelos Venizelos, Vorsitzender der PASOK und Finanzminister, den Auftrag. Auch sein Versuch scheiterte.
Andonis Samaras bildete kurz nach der Parlamentswahl vom 17. Juni eine neue Regierung (Kabinett Samaras). Sie wurde bis Juni 2013 von drei Parteien (Konservative (ND) Sozialisten (Pasok) und Dimokratiki Aristera) getragen; ab dann von ND und PASOK.
Im zweiten Quartal 2014 wuchs die griechische Wirtschaft erstmals seit 2008 wieder. Dies lag vor allem am starken touristischen Sektor.
Im Dezember 2014 gelang es der Regierung Samaras nicht, im Parlament einen neuen Staatspräsidenten wählen zu lassen: der Kandidat erhielt in keinem von drei Wahlgängen die erforderliche Mehrheit (Näheres hier). Nach dem Scheitern des dritten Wahlganges (29. Dezember) musste der Staatspräsident das Parlament binnen zehn Tagen auflösen und eine Parlamentswahl ausschreiben. Die Wahl fand am 25. Januar 2015 statt.
Am 1. Juli 2015 führte Ministerpräsident Tsipras Kapitalverkehrskontrollen mit Limits zur Auslandsüberweisung und zum Abheben von Bargeld ein um Kapitalflucht zu verhindern.

### Parlamentswahlen 2015 und weitere Entwicklung
| Geldgeber        | Zusagen | Ausgezahlt |
| ---------------- | ------- | ---------- |
| ESM              | 86,0    | 55,2       |
| Gesamt           | 86,0    | 55,2       |
| Quelle: BMF/EFSF |         |            |

Die vorgezogene Parlamentswahl 2015 gewann der linke SYRIZA unter dem Parteichef Alexis Tsipras mit einem überraschend hohen Stimmanteil von 36,34 % (2012: 27,77 %). Nachdem sich Tsipras mit Panos Kammenos auf eine Koalitionsregierung zwischen SYRIZA und ANEL hatte einigen können (Kabinett Tsipras I), wurde er am Tag nach der Wahl als griechischer Ministerpräsident vereidigt.
Am 20. August 2015 kündigte Tsipras seinen Rücktritt an, so dass am 20. September 2015 in Griechenland erneut Wahlen stattfanden. Syriza erreichte 35,46 % der Stimmen, die konservative Nea Dimokratia 28,10 %, die rechtsradikale Chrysi Avgi (Goldenen Morgenröte) 6,99 %, die Dimokratiki Symbarataxi (Wahlbündnis aus PASOK und DIMAR) 6,28 % und die rechtspopulistische ANEL (Unabhängige Griechen) 3,69 %. Tsipras setzte die Koalition mit der ANEL fort (Kabinett Tsipras II).
Am 9. Dezember 2016 kündigte Ministerpräsident Tsipras an, an rund 1,6 Millionen griechische Rentner mit einer monatlichen Rente von weniger als 850 Euro, einmalig insgesamt 617 Millionen Euro auszuzahlen.  Am 15. Dezember 2016 billigte das griechische Parlament diesen Plan. Andere Regierungen von Euro-Staaten kritisieren, dass die Maßnahme nicht mit ihnen abgesprochen war. Der Euro-Rettungsschirm ESM stoppte daraufhin die kurz zuvor verabredeten Schuldenerleichterungen.

## Ursachen

### Äußere Ursachen

#### Der EWG-Binnenmarkt
Nachdem sich das griechische Volk im Jahre 1974 von einer von Washington geduldeten 7-jährigen Militärdiktatur befreit hatte, wurde auf politischem Druck seiner NATO-Partner fieberhaft an dessen Integration in die EWG gearbeitet. Hier hatte sich insbesondere Deutschland engagiert und seine politischen Beziehungen zu den 1974 neu gegründeten Parteien PASOK und ND aufgebaut, damit jene die notwendige politische Willensbildung in der Bevölkerung entwickelten, um einen zukünftigen EWG-Beitritt zu akzeptieren; allerdings vergebens.
Auf dem griechischen Arbeitsmarkt waren damals weit über 50 % der Erwerbstätigen als Selbständige oder Unternehmer tätig. Gerade diese aber fürchteten, innerhalb der EWG auf ihren traditionellen Märkten mit Dumpingpreisen westeuropäischer Konzerne konkurrieren zu müssen, was den freien Wettbewerb durch eine Monopolisierung wesentlich einschränken würde. Deshalb wurde der politische Wahlkampf gegen die regierende konservative ND extrem kontrovers geführt. Die linke Opposition gab gar die Losung aus: „Raus aus der NATO!“ und „nicht in die EWG“.
Trotz dieser Kritik trat das Land 1981 der EG bei. In der Folge wählte Griechenland bei den Parlamentswahlen 1981 zu 59 % linke Parteien, nämlich die junge Panhellenische Sozialistische Bewegung (PASOK) und die traditionsreiche Kommunistische Partei Griechenlands (KKE, Gründung 1918). Die PASOK erreichte mit ihrem EG-kritischen Wahlprogramm eine Mehrheit von 48,1 %, während die KKE nach jahrzehntelanger Verfolgung mit 10,9 % (dritter Platz) einen Achtungserfolg erreichte und trotz Benachteiligung durch das neue Wahlgesetz ins Parlament einzog. Nach zwei Legislaturperioden und kurz vor Einführung des Binnenmarktes wurde die politische Stimmung im Lande abermals aufgepeitscht. Es waren innerhalb zehn Monate insgesamt drei Parlamentswahlen und Änderungen im Wahlgesetz notwendig, um im April 1990 eine „stabile“ konservative Regierung unter Konstantinos Mitsotakis mit nur einer Stimme Mehrheit zu bilden. Im darauf folgenden Juli trat in der EWG der freie Kapitalverkehr in Kraft mit weitreichenden ökonomischen Folgen (Richtlinie Nr. 88/361/EWG), und im Februar 1992 unterzeichnete auch Griechenland den Vertrag von Maastricht. Schon nach einem Jahr wurde Mitsotakis abermals von Papandreou abgelöst.
Die Schaffung des Europäischen Binnenmarktes wurde in den 1990er Jahren von den griechischen Regierungen durch erste Reformmaßnahmen, die im Einklang mit der EG standen, begleitet, angeblich um die Wettbewerbsfähigkeit der griechischen Wirtschaft zu verbessern. Tatsächlich sollte aber der nationale Markt von den zahllosen Kleinbetrieben befreit und so für neue Investoren attraktiver gestaltet werden. In jener Zeit fiel die Selbständigkeitsrate sehr rasch und liegt seitdem bei ca. 35 % der Beschäftigten (OECD); trotz allem immer noch die höchste in Europa. Die frei gewordenen Arbeitskräfte wurden aber nicht durch neu entstehende Großbetriebe aufgefangen. Tatsächlich flossen in den 90ern zusätzliche Investitionsmittel in die EG-Industriestaaten, wo die Kapazitäten deutlich ausgebaut wurden und die Märkte der EG-Süderweiterung mit Massenwaren zu Dumpingpreisen überschwemmt wurden. Die griechische Privatwirtschaft zog sich aus Maschinenbau und Weiterverarbeitung weitgehend zurück, fokussierte sich auf Bodenschätze, Landwirtschaft, Sommer-Tourismus. Um den Prozess der Umstrukturierung wegen der entstehenden Härten nicht zu gefährden, unterstützte die EG das Land mit Finanzhilfen aus den Kohäsions- und Strukturfonds, mit denen beispielsweise die Infrastruktur verbessert werden sollte.
In der Folge stürzte die Wettbewerbsfähigkeit (außer bei den Bodenschätzen) in nur wenigen Jahren ab. Konsumenten in den EU-Industriestaaten bevorzugen noch heute billige Agrarprodukte, die unter industriellem Einsatz von Pestiziden und Düngemitteln, zum Teil in Gewächshäusern hergestellt werden. Im Sommer-Tourismus werden traditionell die näher liegenden Länder Spanien, Frankreich und Italien bevorzugt (wenn auch zurzeit in Griechenland ein Anstieg zu verzeichnen ist).
Als Folge destabilisierte sich nach dem EWG-Beitritt die Handelsbilanz nachhaltig. In jener Zeit versuchte die griechische Notenbank durch eine stetige Abwertung der Drachme dem Außenhandel zusätzlichen Schwung zu verleihen, allerdings war der Nutzen nur vorübergehend und die Drachme verlor deutlich an Wert.  Zudem büßten nunmehr klassische Exportländer durch die Abwertung ihre Wettbewerbsfähigkeit auf den griechischen Märkten ein. Dies konnte nur durch eine gemeinsame Währung verhindert werden.

#### Transnationale Korruption
Seit dem Inkrafttreten des Foreign Corrupt Practices Act 1977 in den USA ist in der westlichen Welt das Problem der legalen Korruption im internationalen Handel ins Blickfeld der Politik gerückt. Die Idee, dass zur Bekämpfung internationaler Korruption die Verfolgung nicht nur des passiven, sondern mindestens im gleichen Maße des aktiv Korrupten notwendig ist, hatte sich innerhalb der OECD durchgesetzt. Schon damals erkannte man, dass vor allem in den Industriestaaten traditionell enge Beziehungen zwischen Politik und Wirtschaft gepflegt wurden. Diese Beziehungen waren gesetzlich geregelt und juristisch selten angreifbar.
Mit der EWG-Süderweiterung und in Vorbereitung des späteren Binnenmarktes wurden in den 1980ern im Wettbewerb der Exportländer diese Beziehungen mittels enormen Kapitaldrucks auf die neuen Märkte erweitert, sodass von dort lokale Klientelnetzwerke nach und nach verdrängt wurden. Schmiergelder an Amtsträger der Süderweiterung wurden zwar im Zielland immer noch als Korruption angeprangert, konnten aber nicht mehr juristisch verfolgt werden, weil in den Exportländern Schmiergeld ins Ausland ausdrücklich erlaubt und in manchen Ländern sogar durch Steuerbefreiung staatlich kofinanziert wurde. Zum Beispiel wurde in Deutschland trotz Abzugsfähigkeit in der Steuererklärung nunmehr die obligatorische Nennung des Empfängers von Schmiergeld abgeschafft, um dessen Strafverfolgung im Rahmen eines Amtshilfeverfahrens im Heimatland zu vereiteln. 
Noch vor Inkrafttreten des Maastrichtvertrages stellte die SPD-Opposition vergeblich einen parlamentarischer Antrag zur Abschaffung der steuerlichen Absetzbarkeit von Bestechungs- und Schmiergeldern (Bonn, 1993) (Drucksache 12/4104, Deutscher Bundestag – 12. Wahlperiode).
| - zur Begründung des Antrages - |
| "Bei der steuerlichen Gewinnermittlung sind nach den geltenden Regelungen Bestechungs- oder Schmiergelder als Betriebsausgaben abzugsfähig, wenn sie aus betrieblichen Gründen gezahlt werden. Für die steuerliche Abzugsfähigkeit ist es unerheblich, ob die Zahlungen gesetzlich verboten oder sittenwidrig sind (§ 40 Abgabenordnung). Voraussetzung für den Abzug ist lediglich, dass auf Verlangen der Finanzbehörden die Empfänger benannt werden (§ 160 Abs. 1 Abgabenordnung). Bei Zahlung von Schmier- und Bestechungsgeldern an ausländische Empfänger wird sogar auf den Empfängernachweis verzichtet, wenn feststeht, dass der Empfänger nicht der deutschen Steuerpflicht unterliegt. Mit der Berücksichtigung von Schmiergeldern an ausländische Empfänger begünstigt die Bundesrepublik Deutschland ein aktives Bestechungsverhalten im Ausland. Dies steht im Widerspruch zu Aussagen der Bundesregierung, wonach dem Element der Rechtssicherheit und dem Kampf gegen Korruption in Entwicklungsländern großes Gewicht beigemessen werde. Es ist daher auch ein Gebot der Glaubwürdigkeit deutscher Politik im Ausland, diesen Widerspruch aufzuheben und die steuerliche Absetzbarkeit von Bestechungs- und Schmiergeldern abzuschaffen." |

Die Auswirkung auf die Wirtschaft von niedrig-BIP-Ländern mit traditionell kleiner Staatsverwaltung und Jurisdiktion wie in Griechenland wurde innerhalb der EU kontrovers diskutiert. In den meisten Fällen wurde aber gegen die guten Sitten und für den wirtschaftlichen Profit die Schmiergeldpraxis weiter ausgebaut.
Erst 1999 trat auf Druck der OECD eine „Convention on Combating Bribery of Foreign Public Officials in International Business Transactions“ in Kraft, sodass seit Anfang des Jahrtausends Fälle transnationaler Korruption juristisch verfolgbar sind.

### Innergriechische Ursachen
Die Ursachen der Finanzkrise in Griechenland werden kontrovers diskutiert und eingeschätzt. Folgende Einschätzungen zu möglichen Ursachen wurden in verschiedenen Veröffentlichungen genannt:

#### Verfehlung der Konvergenzkriterien

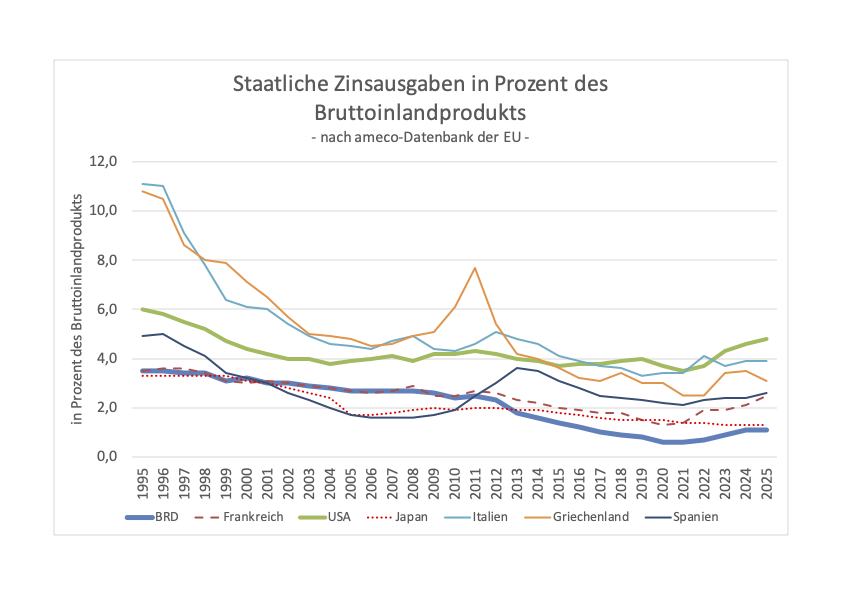
Zinslastquoten ausgewählter Länder

Griechenland gehörte zu jenen Staaten, welche die EU-Konvergenzkriterien „im Entscheidungsjahr“ 1999 mit 3,07 % Staatsdefizit des BIP und einer Schuldenquote von ungefähr 100 % nicht erfüllten; da bei einer Näherung an den Referenzwert bei „hinreichend rückläufiger“ Entwicklung eine Teilnahme möglich war, wurde es im Jahr 2001 in die Eurozone aufgenommen. Tatsächlich haben seit der Euro-Einführung lediglich Schweden und Estland die EU-Konvergenzkriterien zu jeder Zeit erfüllt.
Entgegen dem Vertrag von Maastricht, nach dem ein Euro-Land auch nach der Einführung des Euros sowohl das jährliche Haushaltsdefizit als auch den Staatsschuldenstand in Richtung Grenzwert abbauen muss, gelang Griechenland die Reduzierung der überschrittenen Kriterien nicht. Die Zinslastquote (staatlicher Zinsaufwand im Verhältnis zum BIP) ging zwar zurück, lag aber weiterhin über derjenigen anderer Euroländer und stieg wieder an. 

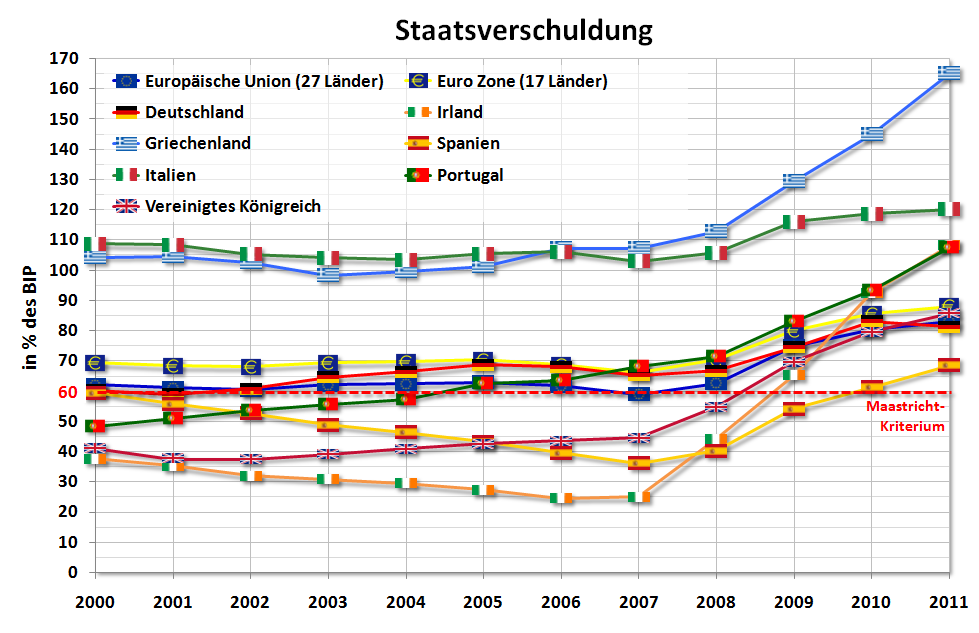
Entwicklung der Staatsverschuldung mehrerer europäischer Staaten in % des BIP 2000–2011

#### Methodische Defizite in der amtlichen Statistik
Schon seit den '90ern wurde die Entwicklung der Staatsschulden und Staatsdefizite in griechischen Medien kontrovers diskutiert. Um aber den Wähler nicht in seinen, seit dem EWG-Beitritt 1981 vorherrschenden, Ressentiments gegen die unfreiwillige Mitgliedschaft
zu bestärken, wurden die Wirtschaftsprognosen durchweg positiv dargestellt. Mit dem EURO-Beitritt 2001 gingen die Regierungen von Konstantinos Simitis (PASOK) und Kostas Karamanlis (ND) dazu über, die wirtschaftliche Lage in der Presse zu verharmlosen bis hin zur Manipulation von offiziellen Wirtschaftsdaten, die auch an Eurostat weitergereicht wurden. Die Europäische Kommission führt in einem „Bericht zu den Statistiken Griechenlands“ aus dem Januar 2010 als mögliche Gründe einerseits „qualitative methodische Mängel der griechischen Finanzstatistiken auf der Ebene des Statistischen Amts Griechenlands (ESYE)“ an und zugleich mangelnde (politische) Governance sowie eine Beeinträchtigung der Qualität der Statistiken durch politische Beeinflussung.:4 Seit Juli 2010 existiert mit ELSTAT eine neue, regierungsunabhängige Behörde für Statistik.

#### Hohe Staatsausgaben
- Überdurchschnittlicher Anstieg der Lohnkosten:  Im Jahr der Euroeinführung stiegen 2002 die Löhne im privaten und öffentlichen Bereich um 12 bis 15 Prozent, im Vorjahr der Euroeinführung nur um 1,5 bis 5 Prozent. Auch in den Folgejahren stiegen die Lohnkosten deutlich stärker als der EU-Schnitt.[135]

- Intransparenz der Staatsausgaben:  Ungenügende Kontrollmechanismen bei Auftragsvergaben für große Projekte des Staates ermöglichten Korruption. Insbesondere wurde das Thema der aktiven deutschen Korruption in Griechenland in deutschen und griechischen Medien thematisiert. Anlässlich einer Pressekonferenz der Finanzminister Varoufakis und Schäuble unterstellte der Journalist Παντελής Βαλασόπουλος in seiner in den beiden Ländern viel beachteten Frage, der deutschen Privatwirtschaft, an 90 % der Korruptionsfälle in Griechenland beteiligt zu sein.[136]

Deutsche Rüstungskonzerne hätten zur systematischen Steigerung der Militärausgaben Griechenlands seit dem EWG-Beitritt Athener Amtsträger angefüttert. Aber auch Bereiche der medizinischen Versorgung seien zur Gewinnoptimierung von deutschen Pharmakonzernen mit Schmiergeldzahlungen manipuliert worden. Allein Siemens habe 100 Mio. € Schmiergelder in die griechische Verwaltung „investiert“. Die Zeitung Το Βήμα berichtete im Juli 2010, dass bei einer Inspektion der öffentlichen Verwaltung aus ca. 500 Kaufverträgen für Krankenhausausrüstung eine Auswahl von 164 untersucht wurden. In allen war die Fa. Siemens als alleiniger Bewerber zum Vertragsabschluss gekommen. Zudem wurden Kauf- und Servicepreise nicht verhandelt. Vor allem am weit überteuerten Service sei jahrelang verdient worden.
- Größe und Effizienz des Staatsapparates: Traditionell verschaffen auch in Griechenland die jeweils Regierenden den Mitgliedern ihrer Partei Arbeitsplätze im öffentlichen Dienst, wodurch die Gefahr besteht, dass der Staatsapparat personell aufgebläht und nicht nach Kompetenz besetzt wird. Im Falle von Griechenland konnte dies aber aus statistischen Wirtschaftsdaten der OECD nicht bestätigt werden, im Gegenteil:

In den beiden OECD-Publikationen Government at a Glance 2013 und Government at a Glance 2015 vergleichen die Autoren die Beschäftigung im öffentlichen Dienst (engl. public sector employment) mit der Summe der Erwerbspersonen (engl. total labour force = erwerbsfähige Bevölkerung) aller Mitgliedsstaaten. Danach lag für Griechenland der Anteil der Beschäftigten im öffentlichen Dienst (öffentliche Verwaltung + öffentliche Unternehmen) 2001 bei 19,7 %, stieg 2008 auf 20,7 % und sank 2013 auf 17,5 %. Der OECD-Durchschnitt lag in 2009 und 2013 bei rund 19 %. Die entsprechenden Zahlen im Euro-Krisenland Irland lagen bei 17,9 % (2001), 18,3 % (2010) und 17,5 % (2013), in Spanien bei 14,1 % (2001), 13,8 % (2011) und 12,7 % (2013).
Eine im Juli 2010 durchgeführte Zählung aller öffentlichen Angestellten ergab die Zahl 768.000 bei 4,945 Mio. Erwerbspersonen (15,5 %) (zu den Zahlen siehe auch Abschnitt Wirkung der Sparmaßnahmen). 2011 sprachen nicht-offizielle, wirtschaftsliberale Quellen in der deutschen Presse von etwa 1,1 Mio. Staatsbediensteten. Allerdings stammt diese nicht-standardisierte Zahl von einer Aufzählung unterschiedlicher Daten durch die Industrie- und Handelskammer Athen. Es wurden etwa fälschlicherweise alle 177.600 Militärangehörigen mitgezählt, darunter also auch Wehrpflichtleistende. Nach Schätzung der Autoren sind 550.000 dieser Staatsbediensteten befristet eingestellt. Das Γενικό Λογιστήριο του Κράτους (zu deutsch etwa: Allgemeiner Staatlicher Rechnungshof) schätzte, dass 2012 die Zahl der öffentlichen Angestellten auf 727.458 (bei 4,828 Mio. Erwerbspersonen) gefallen war (15,1 %).:231 Wegen des dramatischen Anstiegs der Arbeitslosigkeit im gleichen Zeitraum war der Anteil der öffentlichen Angestellten an der Gesamtzahl der Erwerbstätigen von 17,5 % (2010) auf 19,3 % (2012) gestiegen, obwohl die absolute Zahl der öffentlichen Angestellten tatsächlich um über 40.000 fiel. Mehr Informationen finden sich im Abschnitt Reform der Öffentlichen Verwaltung.

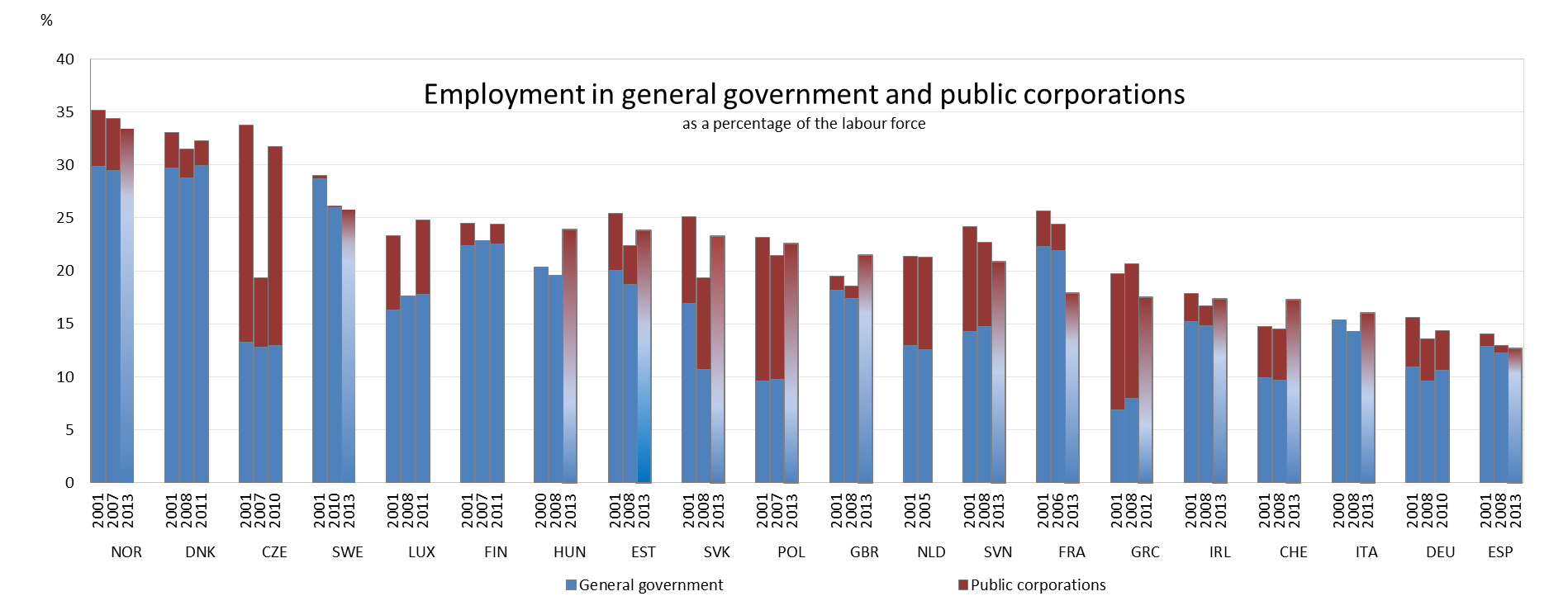
Anzahl der öffentlich Beschäftigten in der Verwaltung (blau) und in Staatsbetrieben (rot) europäischer Staaten als Prozentsatz der jeweiligen Erwerbsbevölkerung (OECD). Die entsprechenden Zahlen für 2012/2013 liegen nur als Summe vor.
Gemäß dem Diagramm leisten sich Norwegen und Dänemark die größten Staatsverwaltungen, Griechenland dagegen die kleinste.

- Größe und Effizienz der Staatsverwaltung: Anders als in den meisten EU-Ländern beschäftigt Griechenland den größten Teil seiner öffentlichen Angestellten in öffentlichen Betrieben (z. B. Wasser, Strom, Verkehr, Telekommunikation). 2008 waren das 12,8 %[143] aller Erwerbspersonen (bei insgesamt 20,7 % im öffentlichen Dienst). Die öffentlichen Betriebe sichern einen wesentlichen Teil der Staatseinnahmen. Damit stellen sie aber in diesen Märkten ein Hindernis für Privatinvestoren dar. Zum Vergleich: in Spanien sind fast alle öffentlichen Angestellten (13,8 % s. o.) in der Staatsverwaltung beschäftigt, nicht in öffentlichen Betrieben. Demgegenüber zeigen OECD-Statistiken, dass Griechenland seit mindestens anderthalb Jahrzehnten die kleinste Staatsverwaltung (engl. general government) aller in der Statistik erfassten 16 EU-Staaten unterhält.[143][144] Die OECD erklärt dazu: „With less than 8 % of the labour force employed by the government, Greece has one of the smallest government workforces among OECD countries.“[148]

Danach beschäftigte Griechenland z. B. im Jahre 2008 in der Staatsverwaltung 7,9 % der Erwerbspersonen und damit den geringsten Anteil unter allen in der Quelle dargestellten EU-Ländern. Davon sind traditionell mehr als die Hälfte befristet eingestellt. Einen sog. Beamtenstatus, wie in der deutschen Presse mehrfach behauptet, gibt es dagegen wie in fast allen europäischen Ländern auch in Griechenland nicht. Tatsächlich sind alle Staatsbediensteten (δημόσιοι υπάλληλοι = öffentliche Angestellte) steuer- und versicherungspflichtig und haben im Gegensatz zu „Beamten“ das Streik- wie auch das Kündigungsrecht. Nur wenige von ihnen sind unkündbar eingestellt. Die in den deutschen Medien viel gescholtene Aufteilung des Jahreseinkommens in 14 Monatsgehältern ist kein finanzieller Vorteil der Staatsbediensteten, die Aufteilung der 12 Monatsgehälter in 14 entsprechen einem kostenlosen Darlehen für den Staat. Mehr Informationen finden sich im Abschnitt Reform der Öffentlichen Verwaltung.
- Phantomrentner:  Ein häufig genanntes Beispiel für die Ineffizienz der griechischen Verwaltung ist die im Vergleich ungewöhnlich häufige Erschleichung von Sozialleistungen bis zu lange unentdeckten Zahlungen von Altersrenten über den Tod der Empfänger hinaus („Phantomrentner“).

Im Herbst 2010 begannen die Behörden, solche verstärkt zu suchen und ordneten an, dass alle Rentenempfänger bei den Behörden vorstellig werden sollten, auch solche, die in abgelegenen Gebieten oder im Ausland lebten. Kurz vor Ablauf der Frist im November 2011 hatten sich ca. 21.000 Rentner nicht gemeldet, die in der Presse überspitzt als verstorbene oder „Phantomrentner“ bezeichnet wurden.
Tatsächlich war diese Zahl weit überzogen, diente der Regierung aber als Vorwand, die Rentenzahlungen an 63.500 Empfänger vorübergehend einzustellen. Dadurch gelang es den Rentenkassen, jährlich 450 Mio. Euro vorerst zurückzuhalten. Anfang 2013, nach einer 2-jährigen Studie, präsentierte Arbeitsminister Giannis Vroutsis dem Parlament die tatsächlichen Zahlen. Danach hat seine Behörde insgesamt 41.576 Fälle unberechtigt gezahlter Zahlungen aller Sozialkassen zusammen aufdeckt, darunter aber lediglich 1020 Fälle verstorbener Rentenempfängern. Den Gesamtschaden an den Sozialkassen bezifferte Vroutsis mit 420 Mio. € pro Jahr.
- Hohe Militärausgaben:  Seit den 1970er Jahren gab und gibt es Spannungen zwischen Griechenland und der Türkei; in dieser Zeit haben beide Länder aufgerüstet; dies gilt als ein Wettrüsten.[156][138]  Zeitweilig gab Athen fast sechs Prozent des Bruttoinlandsprodukts (BIP) für das Militär aus, mehr als jedes andere NATO-Land außer den USA.[157]   Rüstungsgüter wurden insbesondere aus den USA, Deutschland und Frankreich gekauft.[158][138] Noch in der Krise bestellte Griechenland zwei zusätzliche U-Boote in Deutschland.[159] Die Truppenstärke von 128.000 Soldaten wurde während der Krise auf 106.000 reduziert.[157]

Mehr Informationen finden sich im Abschnitt Reduzierung der Militärausgaben.
Welche Maßnahmen die griechische Regierung zur Senkung der Staatsausgaben umsetzte und wie diese sich auswirkten, wird im Abschnitt Maßnahmen der griechischen Regierung beschrieben.

#### Geringe Staatseinnahmen

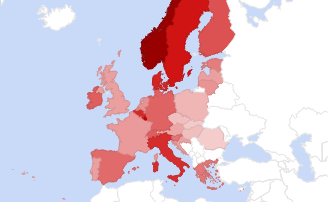
Karte der nationalen Schattenwirtschaften 2013 (in €/Kopf) in den EU-Staaten. Die Rotschattierungen entsprechen den roten Balken im Diagramm unten.

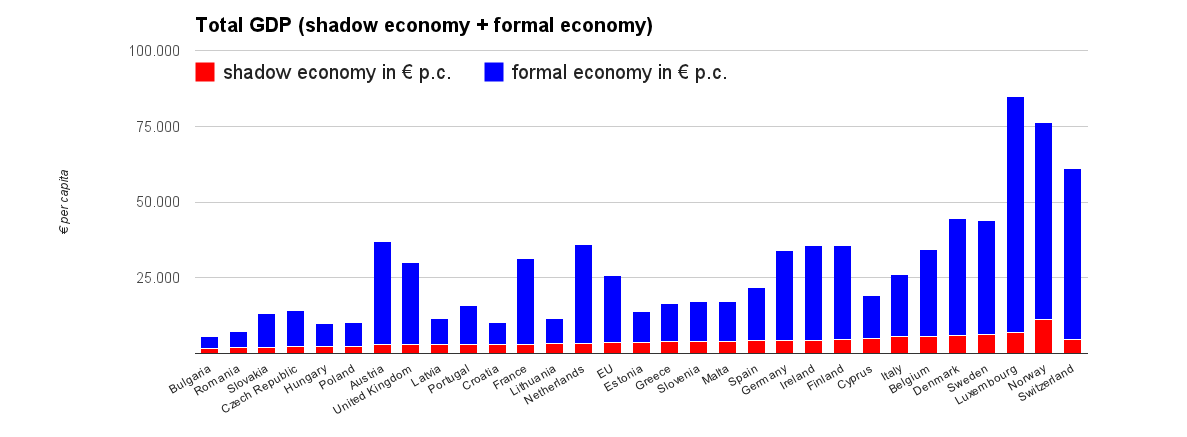
Nationale Schattenwirtschaft und Gesamt-BIP in €/Kopf.

Die geringen Staatseinnahmen basieren in Griechenland auf niedrigen Steuereinnahmen. Verschiedene, auch umstrittene Gründe werden dafür von verschiedenen Quellen angegeben. Häufig genannten Gründe sind im Folgenden aufgeführt.
- Geringe Einkommensteuern:  Dies ist auf einer der geringsten Beschäftigungsquoten im Vergleich aller EU-Staaten zurückzuführen. In Griechenland ist laut EUROSTAT[160] seit Jahren nur ca. ein Drittel der Bevölkerung erwerbstätig. Davon ist wiederum ein Drittel selbständig. D.h. nur jeder fünfte hat überhaupt eine Anstellung.
- Geringe Gewinn- und Vermögenssteuern:  Griechenland hatte in den Jahren vor der Krise einige Steuern gesenkt, was zu einer Verringerung der Staatseinnahmen führte. 2007 lagen die Steuern auf Einkommen aus Gewinnen und Vermögen in Griechenland bei 15,9 %, in Deutschland bei 24,4 %; den Höchstwert in der EU gibt es im Vereinigten Königreich mit 42,7 %.[161][162]
- Nicht-eintreibbare Steuerschulden:  Im Oktober 2009 schuldeten griechische Bürger und Unternehmen dem Staat rund 31 Milliarden Euro. Um die Staatseinnahmen zu erhöhen, erhöhte die Regierung die Steuern und Abgaben und führte diverse neue Steuern ein. Die Steuerfahndung wurde verstärkt, einige säumige Zahler verhaftet und die größten Steuersünder im Juli 2012 im Internet veröffentlicht. Trotz oder genau wegen dieser Maßnahmen innerhalb der Rezession fielen die Staatseinnahmen bis 2014 auf ein Minimum von 84 Milliarden Euro (EUROSTAT). Im Juli 2016 wurde zum zweiten Mal nach Januar 2012 eine Liste der größten Steuersünder veröffentlicht. Die aufgeführten 13.730 natürlichen und juristischen Personen schuldeten dem griechischen Staat zusammen zirka 83 Milliarden Euro. Auf der Liste finden sich auch bereits insolvente Unternehmen und Personen, so dass von einer vollständigen Rückzahlung der Steuerschulden nicht auszugehen ist.[163] Mehr Informationen finden sich im Abschnitt Bekämpfung der Korruption und Schattenwirtschaft.
- Überdurchschnittliche Schattenwirtschaft:  In Griechenland prangert man traditionell die nationale Schattenwirtschaft im Verhältnis zur geringen Bevölkerungszahl als überdurchschnittlich groß an. Tatsächlich aber liegt die griechische Schattenwirtschaft laut der Studie „The Shadow Economy in Europe 2013“ der Universität Linz mit 3.900 €/Kopf im EU-Mittelmaß (zum Vergleich: Deutschland 4.300 €/Kopf, Schweden 6.100 €/Kopf, Spitzenreiter Luxemburg 6.800 €/Kopf, siehe Diagramm rechts). Für 2015 wurden folgende Zahlen geschätzt: Griechenland 3.600 €/Kopf, Deutschland 3.900 €/Kopf Schattenwirtschaft.[164]:22 f.[165]
 Wegen der geringen Beschäftigung (ca. 30 % der Bevölkerung) und der geringen Einkommen jedoch liegt das griechische BIP weit unter dem EU-Durchschnitt. So fällt im EU-Vergleich die „Schattenwirtschaftsquote“ (= Schattenwirtschaft geteilt durch das BIP) Griechenlands deutlich schlechter aus. Laut der Studie lag sie dort 2008 noch bei 24,3 % des BIP, die Schätzungen für 2013 und 2015 lagen bei 23,6 % und 22,0 % (entsprechende Zahlen für Deutschland: 14,2 %, 13,0 % und 10,4 %). Durch die Schattenwirtschaft – im Jahr 2013 betrug sie 43 Milliarden Euro – verliert Griechenland jedes Jahr Steuereinnahmen in zweistelliger Milliardenhöhe.

- Schmuggel:  Es wird geschätzt, dass die griechische Staatskasse durch Benzinschmuggel und Benzinpanscherei in den letzten 20 Jahren rund 25 Milliarden Euro verloren hat. Ähnlich liegen die Probleme, was den Zigarettenschmuggel angeht.[166][167]

Welche Maßnahmen die griechische Regierung zur Steigerung der Staatseinnahmen umsetzte und wie diese sich auswirkten, wird im Abschnitt Maßnahmen der griechischen Regierung beschrieben.

### Mangelnde Durchsetzung der EU-Verträge
Als eine Ursache nannten einige Autoren die unzureichende Durchsetzung der Verträge der EU. Das im Vertrag von Maastricht festgelegte Verbot der Haftungsübernahme für Schulden (Nichtbeistandsklausel) sei zudem ausgehöhlt worden.

„(1) Die Union haftet nicht für die Verbindlichkeiten der Zentralregierungen, der regionalen oder lokalen Gebietskörperschaften oder anderen öffentlich-rechtlichen Körperschaften, sonstiger Einrichtungen des öffentlichen Rechts oder öffentlicher Unternehmen von Mitgliedstaaten und tritt nicht für derartige Verbindlichkeiten ein; dies gilt unbeschadet der gegenseitigen finanziellen Garantien für die gemeinsame Durchführung eines bestimmten Vorhabens. Ein Mitgliedstaat haftet nicht für die Verbindlichkeiten der Zentralregierungen, der regionalen oder lokalen Gebietskörperschaften oder anderen öffentlich-rechtlichen Körperschaften, sonstiger Einrichtungen des öffentlichen Rechts oder öffentlicher Unternehmen eines anderen Mitgliedstaats und tritt nicht für derartige Verbindlichkeiten ein; dies gilt unbeschadet der gegenseitigen finanziellen Garantien für die gemeinsame Durchführung eines bestimmten Vorhabens.“

Die EU-Behörden haben trotz frühzeitiger Kenntnis der wirtschaftlich kritischen Lage von Ländern wie Griechenland weder in wirksamer Weise das Verfehlen der Kriterien thematisiert noch Gegenmaßnahmen gefördert. Nach Ansicht der Journalistin Ursula Welter ist der Mangel an automatischen Sanktionen bei steigenden Schulden zu beanstanden. Kurzfristig dürfen EU-Länder den Haushaltssaldo und Schuldenstand übermäßig ausweiten, ohne Konsequenzen seitens der EU fürchten zu müssen.

### Missbräuchliche Kreditvergabe
Im Zusammenhang mit der griechischen Staatsschuldenkrise wird den Banken missbräuchliche Kreditvergabe vorgeworfen, weil sie, ähnlich wie vor der Subprimekrise, Kredite vergaben, obwohl sie die finanzielle Schieflage Griechenlands bereits erkannt hatten. Der Wirtschaftshistoriker Werner Abelshauser berichtet, er sei 2010 auf einer Konferenz ausgelacht worden, als er die Nichtbeistandsklausel erwähnte; offenbar hielten die anwesenden Investoren und Banker diese Klausel für nicht glaubwürdig. Anderen Quellen zufolge haben die Kreditgeber das Risiko falsch eingeschätzt. Erst mit Ausbruch der Finanzkrise ab 2007 begannen die Risikoprämien auf staatliche Schuldpapiere Griechenlands zu steigen.

### Geringe Investitionen
Die Investitionen waren seit der Euro-Einführung mit Ausnahme des Jahres 2003 rückläufig, was wegen des hohen Investitionsbedarfs kritisiert wurde.

### Sich gegenseitig verstärkende Ursachen
Sowohl die zunehmende Staatsverschuldung (Tilgungslasten) als auch die steigenden Risikoprämien (Zinsen bei Staatsanleihen) belasteten den griechischen Staatshaushalt. Nach der Bankenrettung führte jede Verschlechterung der Wirtschaftsperspektiven zu einem stärkeren Anstieg der Risikoprämien bei den Staatsanleihen. Die dadurch weiter steigende Verschuldung erhöhte wiederum die Zinsen, so dass Ursachen sich gegenseitig verstärkten und hin zu immer höheren Kapitalkosten führten.

## Maßnahmen zur Krisenbewältigung

### Maßnahmen der EU, der EZB und des IWF
Nachdem Griechenland offiziell im April 2010 EU-Hilfe beantragt hatte, wurden von der Europäischen Union (EU), der Europäischen Zentralbank (EZB) und dem Internationalen Währungsfonds (IWF) in Übereinkunft mit der griechischen Regierung am 2. Mai 2010 ein erstes Hilfspaket (englisch Loan Facility Agreement) beschlossen. Dieses erste Rettungspaket enthielt Hilfen in Form von Krediten und Bürgschaften. Das zweite Paket wurde im Februar/März 2012 beschlossen und enthielt neben Krediten und Bürgschaften durch den europäischen Rettungsfonds EFSF unter anderem eine Reduzierung der Kreditzinssätze und eine Umschuldung (teilweiser Schuldenerlass). An der Umschuldung beteiligten sich auch private Gläubiger. Sie verzichteten auf 53,5 % ihrer Schulden und stimmten einer geringeren Verzinsung der neu ausgegebenen Anleihen zu.
|                    | Zeitpunkt           | Umfang der zugesagten Geldtransfers | Umfang der getätigten Geldtransfers | Geldgeber                                              | Tilgungsfreie Zeit und Fälligkeit                                | Zinssatz                                                                                           |
| ------------------ | ------------------- | ----------------------------------- | ----------------------------------- | ------------------------------------------------------ | ---------------------------------------------------------------- | -------------------------------------------------------------------------------------------------- |
| Erstes Hilfspaket  | April 2010          | 107,3 Mrd. Euro                     | 73,0 Mrd. Euro                      | Eurogruppe 52,9 Mrd. Euro IWF 20,1 Mrd. Euro           | Eurogruppe: 10 und 30 Jahre IWF: 2016 getilgt                    | Eurogruppe: 50 Basispunkte über dem 3-Monate-Euribor IWF: ca. 3,96 %                               |
| Zweites Hilfspaket | Februar / März 2012 | 130,1 (+ 34,3) Mrd. Euro            | 142,7 Mrd. Euro                     | EFSF 130,9 Mrd. Euro IWF 11,8 Mrd. Euro                | EFSF: Fälligkeit 32,5 Jahre im Durchschnitt IWF: Fälligkeit 2026 | EFSF: Wegfall Garantiegebühr, Stundung einiger Zinszahlungen für 10 Jahre IWF: ca. 2,85 bis 3,78 % |
| Drittes Hilfspaket | August 2015         | 86 Mrd. Euro                        | 61,9 Mrd. Euro                      | ESM 61,9 Mrd. Euro                                     | ESM: Fälligkeit 32,5 Jahre im Durchschnitt                       | ESM: ca. 0,86 %                                                                                    |
| Σ                  | bis Aug. 2018       | 323,4 Mrd. Euro                     | 277,6 Mrd. Euro                     | Eurogruppe/EFSF/ESM 245,7 Mrd. Euro IWF 31,9 Mrd. Euro | –                                                                | -                                                                                                  |

|              | Kredite    | Kredite    | EURO-Rettung | EURO-Rettung   | EURO-Rettung | EURO-Rettung | EURO-Rettung | Summe        |
|              | (nat.)     | IWF        | €-Zone       | Nicht-€-Länder | EFSF         | EFSM         | ESM          |              |
| ------------ | ---------- | ---------- | ------------ | -------------- | ------------ | ------------ | ------------ | ------------ |
| Griechenland | 66,5       | 31,9       | 52,9         |                | 130,9        |              | 61,9         | 344,1        |
| Irland       | 17,5       | 22,5       |              | 4,8            | 17,7         | 22,5         |              | 085,0        |
| Portugal     |            | 26,6       |              |                | 26,0         | 24,3         |              | 076,9        |
| Spanien      |            |            |              |                |              |              | 41,3         | 041,3        |
| Zypern       |            | 1,0        |              |                |              |              | 6,3          | 007,3        |
| Summe        | 166 Mrd. € | 166 Mrd. € | 388,6 Mrd. € | 388,6 Mrd. €   | 388,6 Mrd. € | 388,6 Mrd. € | 388,6 Mrd. € | 554,6 Mrd. € |

Globalisierungskritiker warfen den für die Konzipierung und die Durchführung der Hilfspakete Verantwortlichen vor, „Hunderte Milliarden an öffentlichen Geldern eingesetzt [zu haben], um Banken und andere Finanzakteure und vor allem deren Eigentümer vor den Folgen der von ihnen verursachten Finanzkrise zu retten“. Anstatt der griechischen Bevölkerung zu helfen, kämen die Maßnahmen vielmehr Finanzinstituten und Spekulanten zugute. Eine 2013 von Attac Österreich durchgeführte Recherche ergab, dass aus dem Rettungsprogramm für Griechenland „mindestens 77,12 % der Programmmittel direkt (über Bankenrekapitalisierung) oder indirekt (über Staatsanleihen) an den Finanzsektor“ geflossen waren.
Am 30. September 2016 betrug Griechenlands Schuldenstand 311,16 Milliarden Euro. Hauptgeldgeber mit 68,4 % Anteil waren zu diesem Zeitpunkt andere Eurostaaten (Anteil setzt sich zusammen aus bilateralen Darlehen, EFSF und ESM), andere Geldgeber (22,5 %), der IWF (4,2 %), die EZB (4,0 %) und die Bank of Greece (1,1 %). 2010 bis 2015 zahlte Griechenland 52,3 Milliarden Euro Zinsen an die Gläubiger, bis 2018 wird mit rund 70 Milliarden Euro gerechnet. In einer Schuldentragfähigkeitsanalyse aus dem Februar 2017 schlägt der IWF eine erneute Verlängerung der tilgungsfreien Zeit bis 2040, eine Verlängerung der Fälligkeit von Krediten der Eurogruppe, EFSF und ESM bis 2070, ein Verzicht auf Kreditzinszahlungen bis mindestens 2040 und Zinsraten von maximal 1,5 % für eine Laufzeit von 30 Jahren für EFSF- und ESM-Kredite vor. Diese Umschuldung (letztlich ein erneuter Schuldenerlass) soll Griechenland helfen, aus eigener Kraft die Wirtschaft anzukurbeln und zu einem späteren Zeitpunkt seine (dann reduzierten) Schulden zurückzahlen zu können. Die Vorschläge basieren auf einer Entwicklungsprognose des IWF. Die Prognose weicht stark von der Prognose der Europäischen Kommission aus März 2017 ab.
Die Vereinbarungen über das erste und zweite Hilfspaket wurden mehrfach ergänzt und verändert. Die folgende Tabelle zeigt die Veränderungen:
| Bezeichnung        | Zeitpunkt                                   | Name der Änderung                                                      | Änderungen |
| ------------------ | ------------------------------------------- | ---------------------------------------------------------------------- | --- |
| Erstes Hilfspaket  | Mai 2010                                    | Euro Area Loan Facility Act 2010 (Ursprüngliche Vereinbarung)          | - Kreditzinssatz: variabel; am Euribor orientiert - in den ersten drei Jahren: 300 Basispunkte über dem 3-Monate-Euribor - danach 400 Basispunkte über dem 3-Monate-Euribor - Euroländer bekommen eine Servicegebühr in Höhe von 50 Basispunkten - Kredit-Fälligkeit: 5 Jahre              |
| Erstes Hilfspaket  | Juni 2011 (im März 2011 beschlossen)        | Euro Area Loan Facility (Amendment) Act 2011 (Angepasste Vereinbarung) | - Kreditzinssatz um 100 Basispunkte angepasst - in den ersten drei Jahren: 200 Basispunkte über dem 3-Monate-Euribor - danach 300 Basispunkte über dem 3-Monate-Euribor - Kredit-Fälligkeit auf 10 Jahre erhöht                                                                            |
| Erstes Hilfspaket  | Februar / März 2012                         | Euro Area Loan Facility (Amendment) Act 2012 (Angepasste Vereinbarung) | - Kreditzinssatz auf 150 Basispunkte über dem 3-Monate-Euribor angepasst - Kredit-Fälligkeit auf 15 Jahre erhöht |
| Erstes Hilfspaket  | Februar 2013 (im Dezember 2012 beschlossen) | Euro Area Loan Facility (Amendment) Act 2013 (Angepasste Vereinbarung) | - Kreditzinssatz auf 50 Basispunkte über dem 3-Monate-Euribor angepasst - Kredit-Fälligkeit auf 30 Jahre erhöht |
| Zweites Hilfspaket | November 2012                               | (Angepasste Vereinbarung)                                              | - Senkung der Gebühren für Garantien auf die EFSF-Kredite um 10 Euribor-Basispunkte - Kredit-Fälligkeit beider Hilfspakete um 15 Jahre erhöht - Stundung der Zinsen auf EFSF-Kredite für 10 Jahre - Von griechischen Regierung verhandelt: Umschuldung (Schuldenschnitt) von 107 Mrd. Euro |
| Drittes Hilfspaket | August 2015                                 | (Ursprüngliche Vereinbarung)                                           | |

#### Rechtliche Grundlage von EU- und IWF-Hilfen
Die Nichtbeistandsklausel der Europäischen Wirtschafts- und Währungsunion (EWWU), des Art. 125 AEU-Vertrag schließt nach Analyse des Dienstes des Deutschen Bundestages (2010) eine automatische Haftung (Beistandspflicht) der Europäischen Union sowie der Mitgliedstaaten für Verbindlichkeiten anderer Mitgliedstaaten aus. Aus der Nichtbeistandsklausel geht nach der Deutung hingegen nicht hervor, wie eine freiwillige Übernahme von Schulden durch andere Staaten (Rettungsaktion) geregelt ist. Wegen dieses Artikels bestand eine Klage dazu, ob die vergebenen Kredite (u. a. an Griechenland) von den Mitgliedstaaten bzw. dem EFSF/ESM rechtmäßig waren. Der Europäische Gerichtshof EuGH entschied dazu, dass diese Maßnahmen europarechtskonform sind.
Der Internationale Währungsfonds IWF mit Sitz in Washington hat die Aufgabe, die internationalen Finanzmärkte zu stabilisieren.

#### Erstes Griechenland-Programm, Rettungspaket von EU und IWF – Mai 2010
Anfang 2010 verschlechterte sich die Einschätzung der Finanzlage Griechenlands durch die Kapitalmarktakteure so stark, dass die Zahlungsunfähigkeit drohte. Es wurde befürchtet, dass auch Banken, die Griechenland Geld geliehen hatten, in erhebliche Schwierigkeiten geraten mit weiteren Auswirkungen auf das Euro-Währungssystem.
Am 11. April 2010 beschlossen die Mitglieder der Eurozone, Hilfskredite an Griechenland zu gewähren. Nachdem Ratingagenturen die Kreditfähigkeit Griechenlands weiter herabgestuft und die Risikoaufschläge für langfristige griechische Staatsanleihen erste Rekordwerte erreicht hatten, beantragte die griechische Regierung am 23. April 2010 offiziell Finanzhilfe.
Die Europäische Union (EU), die Europäische Zentralbank (EZB) und der Internationale Währungsfonds (IWF) einigten sich am 1./2. Mai 2010 mit der griechischen Regierung auf ein auf drei Jahre angelegtes finanzielles Hilfsprogramm in Form von bilateralen Kreditbürgschaften im Umfang von insgesamt 110 Milliarden Euro. Die Geldgeber übernahmen dabei aber keine Haftung für die ausstehenden Schulden Griechenlands.
Als Gegenleistung verpflichtete sich die griechische Regierung unter Ministerpräsident Giorgos A. Papandreou (PASOK) zu einschneidenden Reformen. Der griechische Staatshaushalt sollte binnen drei Jahren so weit konsolidiert werden, dass das Haushaltsdefizit bis 2014 unter 3 % gesunken wäre. Dieses erste Hilfsprogramm ist unter verschiedenen Namen bekannt: Dazu zählen „Erstes Rettungspaket“, „Greek Loan Facility“ und „First Economic Adjustment Programme for Greece“.
Von den zunächst zugesagten 110 Milliarden Euro übernahmen zunächst der IWF 30 Milliarden Euro, die Eurozone 80 Milliarden Euro als bilaterale Kreditzusagen. Maßgeblich für die Festlegung der Quoten der einzelnen Euro-Staaten an den 80 Milliarden der Eurozone war der jeweilige Kapitalanteil am Kapital der EZB, der wiederum alle fünf Jahre nach dem jeweiligen Anteil eines Landes an der Gesamtbevölkerung und Wirtschaftsleistung der EU festgelegt wird. Der Betrag von 80 Milliarden Euro wurde um 2,7 Milliarden Euro auf 77,3 Milliarden Euro reduziert, nachdem die Slowakei beschlossen hatte, nicht an der Darlehensfazilität für Griechenland (GLF) teilzunehmen. Irland und Portugal beteiligten sich ebenfalls nicht, da sie selbst Finanzhilfen beantragten oder bereits erhielten. Insgesamt betrugen die im Mai 2010 zugesagten Kredithilfen 107,3 Milliarden Euro. Im Jahr 2010 fielen von der Bürgschaft für Deutschland 8,4 Milliarden Euro an, in den folgenden beiden Jahren sollten nochmals 14 Milliarden Euro folgen. Am 7. Mai 2010 stimmten der Deutsche Bundestag sowie der Deutsche Bundesrat der Griechenland-Hilfe zu und verabschiedeten das Währungsunion-Finanzstabilitätsgesetz.
Die Auszahlung der Kredite an Griechenland war im Zeitraum vom Mai 2010 bis zum Juni 2013 geplant. Die Überweisung der vierteljährlichen Tranchen war an die Einhaltung der im Sanierungspaket verabredeten Maßnahmen geknüpft. Diese musste jeweils durch gemeinsame Berichte der sogenannten Troika, also der Europäischen Zentralbank, des Internationalen Währungsfonds und der Europäischen Kommission, bestätigt werden.
| Zeitraum                           | Euro-Gruppe (Darlehensfazilität für Griechenland, GLF) | IWF            | Insgesamt      | Anmerkungen                                    |
| ---------------------------------- | ------------------------------------------------------ | -------------- | -------------- | ---------------------------------------------- |
| 18./12. Mai 2010                   | 14,5 Mrd. Euro                                         | 5,5 Mrd. Euro  | 20,0 Mrd. Euro | 1. Tranche des ersten Hilfspakets (überwiesen) |
| 13./14. September 2010             | 6,5 Mrd. Euro                                          | 2,5 Mrd. Euro  | 9,0 Mrd. Euro  | 2. Tranche (überwiesen)                        |
| 19. Januar 2011/ 21. Dezember 2010 | 6,5 Mrd. Euro                                          | 2,5 Mrd. Euro  | 9,0 Mrd. Euro  | 3. Tranche (überwiesen)                        |
| 16. März 2011                      | 10,9 Mrd. Euro                                         | 4,1 Mrd. Euro  | 15,0 Mrd. Euro | 4. Tranche (überwiesen)                        |
| 15./13. Juli 2011                  | 8,7 Mrd. Euro                                          | 3,3 Mrd. Euro  | 12,0 Mrd. Euro | 5. Tranche (überwiesen)                        |
| 14./7. Dezember 2011               | 5,8 Mrd. Euro                                          | 2,2 Mrd. Euro  | 8,0 Mrd. Euro  | 6. Tranche (überwiesen)                        |
| Gesamt                             | 52,9 Mrd. Euro                                         | 20,1 Mrd. Euro | 73,0 Mrd. Euro |                                                |

Die Auszahlung der 73,0 Milliarden von ursprünglich zugesagten 107,3 Milliarden Euro an Griechenland erfolgte letztlich vom Mai 2010 bis Dezember 2011. Die restlichen, rund 34,3 Milliarden Euro „sollen über den Euro-Rettungsschirm EFSF ausgezahlt werden, über den auch die Finanzierung des zweiten Griechenland-Hilfspakets laufen wird“.
Siehe dazu auch den Abschnitt Finanzielle Folgen für die Gläubiger.

#### Zweites Rettungspaket von EU und IWF – Juli 2011 bis Februar/März 2012
Nachdem sich das erste Rettungspaket als nicht ausreichend erwiesen hatte, wurde ein „zweites“ Rettungspaket für Griechenland auf einem EU-Gipfeltreffen der 17 Euroländer am 21. Juli 2011 beschlossen. Das Hilfspaket hatte ein Volumen von insgesamt 109 Milliarden Euro und kann von der neu geschaffenen EFSF, einer Einrichtung der beteiligten Staaten, und dem Internationalen Währungsfonds bis zum Jahr 2014 ausgezahlt und zu dem niedrigen Zinssatz von 3,5 % verliehen werden. Für die Rückzahlung sämtlicher vom Rettungsfonds zur Verfügung gestellten Mittel wurde Griechenland eine Laufzeitverlängerung von siebeneinhalb auf 15 Jahre gewährt.
Erstmals wurde zudem eine Beteiligung des privaten Finanzsektors auf freiwilliger Basis vereinbart (freiwilliger sog. Schuldenschnitt (Schuldenerlass)). Der Nettobeitrag von Banken zur Griechenland-Unterstützung sollte bis 2014 37 Milliarden Euro umfassen. Allerdings hatte sich Griechenland verpflichtet diesen Ausfall den Banken zu 100 % aus den Hilfskrediten des zweiten Pakets zu erstatten. Weiterhin wurde auf dem EU-Gipfel ein Wiederaufbauplan für Griechenland angekündigt, um wirtschaftliches Wachstum zu fördern. Die EU-Kommission setzte eine „Task Force für Griechenland“ ein.
Der Deutsche Bundestag stimmte am 29. September 2011 einer Ausweitung der EFSF zu.
Im Hinblick auf die Unsicherheit der innenpolitischen Entwicklung in Griechenland wurde die beschlossene Auszahlung zunächst ausgesetzt, nachdem Regierungschef Papandreou am 1. November 2011 eine Volksabstimmung über die Beschlüsse des Euro-Gipfels ankündigte; Papandreou ließ diesen Plan zwar nach zwei Tagen wieder fallen, musste danach aber die Bildung einer neuen Regierung ankündigen, um eine Vertrauensabstimmung zu überstehen. Als Ministerpräsident folgte ihm am 11. November 2011 Loukas Papadimos nach; er bildete eine Übergangsregierung.

##### IWF-Bericht Dezember 2011
Am 14. Dezember wurde der 'IMF Country Report No. 11/351' bekannt. In dem umfangreichen Bericht schloss der IWF zusätzliche Finanzhilfen für die nähere Zukunft aus.

„Nach Gesprächen der Troika mit der griechischen Regierung sagte der Chef der IWF-Mission für Griechenland, Poul Thomsen, die IWF-Vertreter seien nicht nach Athen gereist, um über ein ‚neues Programm‘ zu diskutieren. Es gebe eine Unterstützungszusage aus dem Mai 2010 über 30 Milliarden Euro. Mehr sei derzeit nicht zu erwarten.“

Der IWF übte ähnliche Kritik wie die OECD in der Vorwoche. Die OECD hatte alle 14 Ministerien untersucht und kam in einer Studie zu dem Schluss, es gebe weder eine Vision über das Reformziel noch eine Kontrolle für die Umsetzung, kaum Kommunikation innerhalb der Behörden und ein kompliziertes administratives Beziehungsgeflecht ohne jegliche Koordination. Der einzige Ausweg sei eine „Big-Bang-Reform“ im gesamten Regierungsapparat – also radikale Einschnitte.

##### Ratifizierung des „zweiten“ Hilfspaketes im Februar und März 2012
Die Finanzminister der Eurozone einigten sich im Februar 2012 auf ein „zweites“ Hilfspaket für Griechenland, darunter Kreditzusagen in Höhe von 130 Mrd. Euro (ursprünglich 109 Mrd. Euro). Im Gegenzug musste Griechenland mehr Kontrollen hinnehmen und einen Teil seiner Budgethoheit abgeben. Zu den Auflagen gehörte auch die Einrichtung eines Sperrkontos. Der Zinssatz für die Kredite aus dem ersten Hilfspaket wurde rückwirkend für die gesamte Laufzeit auf 150 Basispunkte über dem Euribor gesenkt. Der Deutsche Bundestag stimmte dem Hilfspaket am 27. Februar 2012 zu.
Die Vereinbarung über das zweite Hilfspaket wurde mehrfach ergänzt und verändert. Im November 2012 zählten zu den Maßnahmen:
- Rückwirkende Senkung der Kreditzinsen um 100 Euribor-Basispunkte aus dem Ersten Hilfspaket
- Senkung der Gebühren für Garantien auf die EFSF-Kredite um 10 Basispunkte (entsprechen 0,1 %)
- Kredit-Fälligkeit beider Hilfspakete um 15 Jahre erhöht
- Stundung der Zinsen auf EFSF-Kredite für 10 Jahre
- Überweisung der Einnahmen des Haushaltsjahres 2013 einer jeweiligen nationalen Zentralbank aus dem Securities Markets Programme auf das Sperrkonto Griechenlands

##### Schuldenschnitt und offizieller Zahlungsausfall März 2012
In der Nacht vom 26. zum 27. Oktober 2011 entwarfen die Euroländer – nach einem vorbereitenden Treffen einige Tage zuvor und nach einer Abstimmung im Bundestag am 26. Oktober 2011 – einen Plan, durch den Griechenland langfristig – bis 2020[veraltet] – wieder ohne Finanzhilfen aus dem Ausland auskommen sollte. Grundlegendes Ziel dabei war, den Schuldenstand des Landes von damals 160 % auf 120 % des Bruttoinlandprodukts (BIP) zu drücken. Standpunkte der EU-Kommission vom Oktober gibt das 'Occasional Paper 87/2011' wieder. Die Kreditgeber sollten ihre Staatsanleihen dazu im Januar in neue Anleihen umtauschen. Die dem Euro-Währungsgebiet angehörenden Mitgliedstaaten sollten einen Beitrag von bis zu 30 Mrd. Euro zur Beteiligung des Privatsektors (engl. Private Sector Involvement – PSI) leisten. Die ‚Schlagkraft der EFSF‘ sollte durch einen ‚Hebel‘ auf eine Billion Euro erhöht werden.
Anfang März 2012 gab die griechische Regierung bekannt, sich mit 85,5 % der Privatgläubiger auf einen freiwilligen Schuldenerlass in Höhe von 100 Mrd. Euro geeinigt zu haben, wobei die anvisierte Zahl von 90 % knapp verfehlt wurde. Da dieser nicht mit Zustimmung aller Anleihegläubiger erfolgte, stellte am 9. März 2012 die ISDA den Zahlungsausfall Griechenlands fest. Unwillige Investoren sollten zu einem Verzicht gezwungen werden. Der Schuldenschnitt beträgt letztlich 107 Mrd. Euro in einem Zeitraum von 2011 bis 2019.[veraltet]
Kritik wurde unter anderem wegen des erst spät vom EU-Gipfel beschlossenen Schuldenschnitts geübt, der zuvor von der Politik ausgeschlossen wurde. Profiteur eines späteren Schuldenschnitts gegenüber einem früheren Schuldenschnitt (etwa bereits 2009) seien private Banken, die ihre griechischen Staatsanleihen abstoßen konnten, die teilweise von der EZB gekauft wurden. Allerdings nahm die EZB selber am PSI nicht teil, wodurch der Verlust der privat gehaltenen Schulden zur Erreichung der fixierten Zielgröße der Schuldenreduktion erhöht wurde. Zum Zeitpunkt des Schuldenschnitts 2012 hielten die privaten Gläubiger noch rund ein Drittel der griechischen Staatsschuldtitel. Durch den mit dem Schuldenschnitt verbundenen Wegfall privater Gläubiger stieg der Anteil staatlicher Gläubiger, zumal die Rekapitalisierung griechischer Banken durch Griechenland erfolgte.
Der Internationale Währungsfonds (IWF) gewährte am 15. März 2012 eine Kredithilfe von 28 Mrd. Euro (PM Nr. 12/85).
| Zeitraum                   | EFSF            | IWF             | Insgesamt        | Anmerkungen                                                                       |
| -------------------------- | --------------- | --------------- | ---------------- | --------------------------------------------------------------------------------- |
| 12. März bis 28. Juni 2012 | 74,0 Mrd. Euro  | 1,6 Mrd. Euro   | 75,6 Mrd. Euro   | Die erste Auszahlung im Rahmen des zweiten Programms erfolgte in sieben Tranchen. |
| Dezember 2012 bis Mai 2013 | 49,1 Mrd. Euro  | 3,24 Mrd. Euro  | 52,34 Mrd. Euro  | Die zweite Auszahlung erfolgte in vier Tranchen                                   |
| Mai bis Juni 2013          | 7,5 Mrd. Euro   | 1,74 Mrd. Euro  | 9,24 Mrd. Euro   | Die dritte Auszahlung erfolgte in zwei Tranchen                                   |
| Juli bis Dezember 2013     | 3,0 Mrd. Euro   | 1,8 Mrd. Euro   | 4,8 Mrd. Euro    | Die vierte Auszahlung erfolgte in zwei Tranchen                                   |
| April bis August 2014      | 8,3 Mrd. Euro   | 3,6 Mrd. Euro   | 11,9 Mrd. Euro   | Die fünfte Auszahlung erfolgte in drei Tranchen                                   |
| Σ                          | 141,9 Mrd. Euro | 11,98 Mrd. Euro | 153,88 Mrd. Euro |                                                                                   |

Der finanzielle Bedarf und die damit verbundenen finanziellen Hilfszahlungen wurden von 2012 bis 2014 auf insgesamt 163,9 Mrd. Euro geschätzt. Davon würden die EU 144,7 Mrd. Euro und der IWF 19,1 Mrd. Euro tragen.:55:49
Nach Überweisung der letzten Tranche der fünften Auszahlung im August 2014 stand der fünfte Review an, dem bei hinreichendem Befund die sechste Auszahlung bis zum 28. Februar 2015, dem planmäßigen Ende des Programms, folgen sollte. Der Review zog sich hin, bis sich im Dezember 2014 vorzeitige Neuwahlen abzeichneten und der Review-Prozess ausgesetzt wurde. Am 27. Februar 2015 wurde mit der neugewählten Regierung der Syriza eine Streckung des Hilfsprogramms um vier Monate vereinbart, in denen der bisherige Reformplan überarbeitet und dann der fünfte Review abgeschlossen werden sollte.

### Maßnahmen der Europäischen Zentralbank

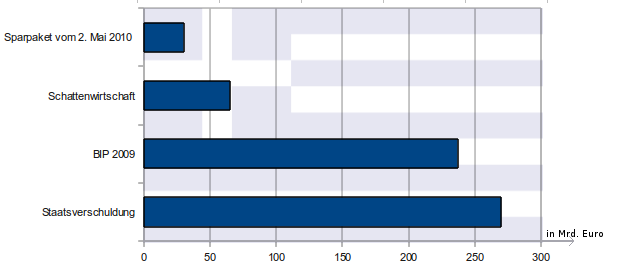
Darstellung des Volumens des Sparpaketes, der Schattenwirtschaft, des BIP und der Staatsverschuldung in einem Balkendiagramm

Im Mai 2010 kaufte die Europäische Zentralbank griechische Staatsanleihen in Höhe von 25 Milliarden Euro. Die EZB gab bekannt, griechische Anleihen unabhängig von deren Ratingstatus als Sicherheit zu akzeptieren. Auch im Jahr 2011 setzte sie den Kauf griechischer Staatsanleihen fort.
Im Rahmen ihres „Securities Markets Programme“ (SMP) kaufte die EZB in der Zeit von Mai 2010 bis etwa Februar 2012 für 220 Milliarden Euro Anleihen von Euro-Staaten, die ihre Schulden am Kapitalmarkt nicht mehr problemlos refinanzieren konnten, darunter Griechenlandanleihen im Nominalwert von schätzungsweise 50 Milliarden Euro. Dafür wurde sie gerade in Deutschland massiv kritisiert. Schließlich kann die Griechische Notenbank als Teil des Europäischen Systems der Zentralbanken Liquiditätshilfe im Notfall (Emergency Liquidity Assistance) gewähren.

### Maßnahmen der griechischen Regierung
Die nachfolgend aufgelisteten Maßnahmen wurden zwischen Griechenland und seinen Gläubigern vereinbart.

#### Erstes Sparpaket – März/April 2010
Am 3. März 2010 wurde die Mehrwertsteuer mit Wirkung vom 15. März 2010 von 19 % auf 21 % erhöht und eine Kürzung der Beamtengehälter beschlossen. Dadurch sollten jährlich 4,8 Milliarden Euro eingespart werden. Darüber wurde das Weihnachts- und Urlaubsgeld für alle Bediensteten im öffentlichen Dienst um 20 % und alle Zulagen um 30 % gekürzt.
Am 28. April 2010 wurde vom Kabinett mit dem Kallikratis-Plan eine Verwaltungsreform beschlossen. Durch eine neue dezentrale Ausrichtung der Verwaltung sowie die implizite Umgestaltung der Zuständigkeiten sollten Verwaltungsausgaben von 1,8 Milliarden Euro jährlich eingespart werden. Geplant wurde unter anderem auch, das 13. und 14. Monatsgehalt der Beamten permanent zu streichen.

#### Zweites Sparpaket – Mai 2010
Am 2. Mai 2010 beschloss die griechische Regierung ein mit IWF und EU ausgehandeltes Maßnahmenpaket. Durch folgende Maßnahmen sollten bis 2013 etwa 30 Milliarden Euro eingespart werden:
- Einfrierung der Beamtengehälter über 2000 Euro
- Reduzierung der Verwaltungsebenen von fünf auf drei
- Reduzierung der Stadtverwaltungen von derzeit über 1000 auf 370
- Streichung des 13. und 14. Monatsgehalts bzw. der Monatsbezüge im öffentlichen Dienst[239]
- Einstellungsstopp im öffentlichen Dienst: Nur jede fünfte Stelle, die im öffentlichen Dienst frei wird, soll neu besetzt werden. Im Herbst 2011 sollen weitere Stellen gestrichen werden.[240]
- Anhebung des durchschnittlichen Rentenalters von 61,3 auf 63,4 Jahre[239]
- Anhebung der Mehrwertsteuer von 21 % auf 23 % sowie Erhöhung der Steuern auf Tabak, Spirituosen und Kraftstoff[239]
- Streichung der 13. und 14. Monatsbezüge für Rentner

Das griechische Parlament verabschiedete das Sparpaket am 6. Mai 2010.

#### Drittes Sparpaket – Juni 2011
Das griechische Parlament stimmte dem dritten Kürzungspaket der Regierung am 29. Juni 2011 zu. 155 der insgesamt 300 Abgeordneten stimmten in der namentlichen Abstimmung dafür, 138 votierten dagegen, 5 enthielten sich und 2 nahmen an der Abstimmung nicht teil. Bis 2015 wollte die Regierung Papandreou damit rund 78 Milliarden Euro einsparen (rund 28 Milliarden Euro durch Leistungskürzungen und Steuererhöhungen, 50 Milliarden durch Privatisierungen und Verkauf staatlicher Immobilien). Die Verabschiedung des Sparpakets war die entscheidende Voraussetzung für die Freigabe einer weiteren, fünften, Tranche aus dem 110 Milliarden Euro schweren ersten Rettungspaket durch EU und IWF.
Hauptpunkte des dritten Pakets:
- Steuern: Die Vermögensteuer wird angehoben ebenso wie die Mehrwertsteuer für verschiedene Bereiche. Zudem wird eine „Solidaritätssteuer“ eingeführt, Steuerbefreiungen sollen wegfallen.
- Löhne: Bis 2015 soll die Zahl der Beschäftigten im Öffentlichen Dienst um 150.000 reduziert werden, die verbleibenden Beamten müssen länger arbeiten.
- Sozialleistungen: Die Vermögen von Leistungsbeziehern sollen überprüft und eine Reihe von Leistungen gekürzt werden.
- Verteidigung: Im kommenden Jahr will das Land bei der Rüstung 200 Millionen Euro sparen, von 2013 bis 2015 sollen es dann jährlich 333 Millionen Euro sein.
- Gesundheitssystem: 2011 sollen 310 Millionen Euro und weitere 1,43 Milliarden bis 2015 gekürzt werden – etwa durch eine Absenkung der staatlich festgesetzten Preise für Medikamente.
- Investitionen: In diesem Jahr sollen 700 Millionen Euro weniger fließen, die Hälfte dieser Summe soll auf Dauer wegfallen.
- Privatisierungen: Viele Staatsbetriebe sollen in private Hand wechseln. Zu diesem Zweck wurde am 1. Juli 2011 eine Privatisierungsgesellschaft mit dem Namen Hellenic Republic Asset Development Fund (HRADF) eingerichtet werden.[244] Unsicher ist, ob in der derzeitigen Lage angemessene Preise für die Unternehmen erzielt werden können.[245]

Anfang 2012 wurde bekannt, dass die Privatisierung kaum nennenswerte Fortschritte macht und die von Griechenland für 2012 versprochenen Erlöse von 11 Milliarden Euro unrealistisch erscheinen.

#### Ankündigung eines weiteren Sparpakets – September 2011
Am 21. September 2011 kündigte die griechische Regierung neue Sparmaßnahmen an. So sollte der Steuerfreibetrag von bislang 8000 Euro auf 5000 Euro gesenkt werden. Weiterhin sollten 30.000 Stellen im öffentlichen Dienst gestrichen werden. Beamte und andere Staatsbedienstete sollten in eine sogenannte „Arbeitsreserve“ geschickt werden. Sie sollten für maximal zwölf Monate 60 % ihres Einkommens erhalten, ehe eine unabhängige Behörde über die Weiterbeschäftigung bzw. Entlassung entscheiden sollte.
Das Vorhaben wurde zurückgezogen, und es kam zu einem Regierungswechsel.

#### Rücktritt der Regierung Papandreou – November 2011
Der damalige Ministerpräsident Papandreou kündigte am 1. November 2011 eine Volksabstimmung über die mit weiteren drastischen Sparauflagen verbundenen Beschlüsse des Euro-Gipfels in Brüssel zur Griechenlandhilfe an, ließ diesen Plan aber bereits am 3. November wieder fallen, nachdem die anstehende Kreditauszahlung von acht Milliarden Euro („Rettungshilfen“) an Griechenland im Hinblick auf die Unsicherheiten der innenpolitische Entwicklung in Griechenland ausgesetzt worden war. Papandreou stellte am 4. November im Parlament die Vertrauensfrage und erhielt nach der Ankündigung, eine Übergangsregierung unter Einbindung der oppositionellen Nea Dimokratia bilden zu wollen, die Mehrheit. Eine von dem parteilosen Loukas Papadimos im November 2011 gebildete neue Regierung, der neben einem Großteil der bisherigen PASOK-Minister zwei Minister der Nea Dimokratia und einer der LAOS angehörten, verpflichtete sich zur Erfüllung der Sparauflagen. Ende 2011 steckten die Verhandlungen in der großen Koalition in einer tiefen Krise. Selbst die dringendsten Reformen waren ins Stocken geraten.
Bis Oktober 2011 wurde der HRADF gesetzlich legitimiert und war somit voll einsatzbereit.
Im Jahr 2011 wurden statt der erwarteten 400 Millionen Euro insgesamt 946 Millionen Euro an Steuerschulden eingetrieben. Dies wird auf die Einrichtung einer zentralisierten Struktur der Finanzbehörden zurückgeführt sowie auf vermehrte Betriebsprüfungen.

#### Viertes Sparpaket – Februar 2012
Im Februar 2012 wurde ein weiteres Sparpaket verabschiedet.
- Absenkung des Mindestlohns auf 586 Euro
- Absenkung des Mindestlohns für Unterfünfundzwanzigjährige auf 525 Euro
- Kürzung der Gehälter bestimmter Berufsgruppen im öffentlichen Dienst rückwirkend zum 1. Januar 2012 um 20 Prozent
- Kürzung des Arbeitslosengeldes auf 322 Euro
- Kürzung der Renten um 10 bis 15 Prozent
- Erhöhung der Selbstbeteiligung bei Medikamenten
- Kürzung der Medikamentenkosten staatlicher Kliniken
- Einsparungen bei Überstunden der Ärzte
- Kürzung der Zuschüsse für Städte und Gemeinden
- Sofortige Entlassung von 15.000 Staatsangestellten; bis 2015 150.000
- Privatisierung von Staatsbetrieben
- Schließung von 200 kleinen, ineffizienten Steuerämtern und Einstellung 1000 neuer Steuerkontrolleure
- Kürzung der Militärausgaben um 600 Millionen Euro bis 2015

Über den Umsetzungsstand der Privatisierung im Frühjahr 2012 gibt die Abhandlung „The Second Economic Adjustment Programme for Greece“ Auskunft bzw. der HRADF. Es sollen neben Immobilien und Grundstücken auch öffentliche Versorgungseinrichtungen, Straßenbetreibergesellschaften und Lottolizenzen veräußert werden. Zahlreiche deutsche Unternehmen begleiten den Verkaufsprozess. Die Plattform für Ausschreibungen der öffentlichen Hand ist seit 28. August 2013 aktiv.

#### Fünftes Sparpaket – November 2012
Im November 2012 billigte das griechische Parlament ein erneutes Sparpaket in Höhe von 13,5 Milliarden Euro, welches Kürzungen bei Renten, Gehältern, im Gesundheits- und Sozialwesen sowie Streichungen von Kinder- und Weihnachtsgeld vorsieht.
- Renten von 1000 Euro aufwärts werden um 5 bis 15 % gesenkt
- Weihnachtsgeld für Rentner wird abgeschafft
- Das Rentenalter wird für alle von 65 Jahre auf 67 Jahre angehoben
- Abfindungen für entlassene Arbeitnehmer werden gesenkt
- Streichung von Weihnachts- und Urlaubsgeld für Staatsbedienstete
- Kürzung Löhne und Gehälter um 6 bis 20 % für Staatsbedienstete
- Bis Ende 2012 sollen 2000 Staatsbedienstete in die Frühpensionierung
- höhere Eigenbeiträge beim Kauf von Medikamenten
- Krankenhausreform
- Angleichung Gehälter der Angestellten öffentlich-rechtlicher Betriebe an denen der Staatsbediensteten
- keinen Anspruch auf Kindergeld bei mehr als 18.000 Euro Familieneinkommen pro Jahr

#### Sechstes Sparpaket – April 2013
Die Regierungskoalition in Griechenland einigte sich im April 2013 auf neue Sparvorschläge im Rahmen ihrer Reformvorhaben.
- Reform der Öffentlichen Verwaltung (englisch: public administration reform)
  - die Personalplanung (englisch: staffing plan) sieht vor, eine große Zahl an Staatsbediensteten zu entlassen:
    - bis Ende 2013 sollen im öffentlichen Dienst 4000 Stellen (kumuliert) gestrichen werden
    - bis Ende 2014 sollen insgesamt 15.000 Beamte (kumuliert) gehen
    - dieses Reformvorhaben soll durch Evaluierung (englisch: evaluation), eine vernünftige Umverteilung des Personals durch dessen Mobilität (englisch: rational reallocation of personnel through mobility) und eine qualitative Erneuerung durch Entlassungen (englisch: quality renewal through exits) erreicht werden. Kriterien für etwaige Entlassungen und konkrete Planwerte finden sich auf den Seiten 130 und 231f. der Abhandlung „The Second Economic Adjustment Programme for Greece – Second Review May 2013“[146]:130, 231f..
- es soll „eine neue Grundbesitzsteuer erhoben werden“

Über den Umsetzungsstand im Frühjahr 2013 gibt die Abhandlung „The Second Economic Adjustment Programme for Greece – Third Review July 2013“ Auskunft.
Seit 2014 müssen die Patienten der staatlichen Krankenhäuser 25 Euro pro Behandlung zahlen.
Der HRADF hatte bis Ende 2014 insgesamt 14 Grundstücke und Immobilien veräußert, darunter Gebäude in Rom, London, Brüssel und Taschkent. Das Gebäude in Rom brachte 6 Mio. € und das in London 22 Mio. €.
Am 18. Juli 2015 kritisierte der deutsche Finanzminister Wolfgang Schäuble in einem Interview, dass die Bestandteile des neuen Programms bereits 2010 vereinbart, aber unzureichend umgesetzt worden seien. Im September 2016 erwähnte der Wirtschaftsforscher Schrader, IFW Kiel, dass es eine Reihe von Privatisierungen gab, die Implementierung der gewünschten Reformen aber länger dauert und es unklar bleibt ob auch alles nach Wunsch der Geldgeber verlaufen wird. Das Land benötigt nach seiner Ansicht einen Schuldenschnitt, es sei unmöglich, dass Griechenland die Schulden komplett tragen könne. Bis Ende 2015 wurden aus den Privatisierungen rund 3 Milliarden Euro erlöst; es gab Kritik, dass die Einrichtungen zu zu geringen Preisen veräußert worden seien.

#### Siebtes und weitere Pakete ab August 2016
Im September 2016 beschloss die griechische Regierung weitere Reformen.
- Nicht-Pharmazeuten können Apotheken eröffnen
- Brot dürfen neben Bäckereien alle Einrichtungen verkaufen
- Zugang zum Ingenieurs- und zum Notarberuf wird gelockert
- Landwirte verlieren Preisnachlässe auf Treibstoff
- Reeder bekommen bis 2020 eine höhere Tonnagesteuer
- Freiberufler und Händler müssen ihre gesamte Einkommensteuer im Voraus begleichen
- Frühverrentungen mit 50 oder 55 Jahren werden abgeschafft

Im Mai 2017 wurden nach Forderungen der Gläubiger weitere Kürzungen unter anderem bei den Renten beschlossen. Staatsunternehmen, die profitabel sind, wurden privatisiert. So wurde etwa der Hafen von Piräus an die chinesische Cosco-Group veräußert, 14 der insgesamt 37 griechischen Regionalflughäfen gingen an die deutsche Fraport AG.

#### Reform der Öffentlichen Verwaltung
Als Maßnahmen zur Reform der öffentlichen Verwaltung wurden seit 2010 frei werdende Stellen nicht mehr besetzt und ein Teil der zahlreichen befristeten Verträge im öffentlichen Dienst nicht weiter verlängert, so dass schon zwei Jahre später der öffentliche Dienst bereits ohne Massenentlassungen um ca. 55.000 auf gut 700.000 Angestellte geschrumpft war. Im Mai 2012 trat der parteilose Antonis Manitakis seinen Posten als Minister für die Reform der öffentlichen Verwaltung in der Regierung Samaras an.
Im Frühjahr 2013 forderte der Leiter der Troika-Delegation des IWF, Poul Mathias Thomsen, die Entlassung von weiteren 15.000 Angestellten, davon 4000 sofort. Daraufhin wurden im Juni 2013 die öffentlich-rechtliche Rundfunkanstalt geschlossen, Lehrer, Ärzte und Schulinspektoren kollektiv entlassen. Die Verwaltungsreform wurde dagegen nicht weiter verfolgt, und Manitakis trat zurück.
Im September 2013 wurde mitgeteilt, dass der Sonderurlaub für Beamte, die mehr als fünf Stunden pro Tag an einem Computer sitzen, abgeschafft werde. Durch diese 1989 eingeführte Regelung bekamen Beamte alle zwei Monate einen Tag Sonderurlaub. Zuvor wurden auch Boni für das regelmäßige Erscheinen bei der Arbeit und die Weiterzahlung der Pensionen verstorbener Väter an ihre unverheirateten Töchter aufgehoben.
Laut dem Bericht „The Third Economic Adjustment Programme for Greece - First review“ aus dem Juni 2016 sank von 2009 bis 2015 die Anzahl der Beschäftigten im öffentlichen Dienst (core public sector) um 25,9 %. Dies trug mit zur Senkung der Lohnkosten um 31,4 % bei. Die Lohnkosten im öffentlichen Dienst im Verhältnis zum BIP entsprechen nach diesen massiven Kürzungen ungefähr dem Durchschnitt der Euro-Zone (9 % Griechenland und 9,1 % Euro-Zone).

#### Bekämpfung der Korruption und Schattenwirtschaft
Auf jährlich 65 Milliarden Euro wurde das Volumen der griechischen Schattenwirtschaft laut dem griechischen Statistikamt ESYE und der OECD im Jahr 2009 beziffert; laut Recherchen der Athener Zeitung „Kathimerini“ werden allein 20 Milliarden Euro an Steuern hinterzogen.
Als Beispiel für Korruption in Griechenland wurde um das Jahr 2010 insbesondere auch von nichtgriechischen Medien das Fakelaki thematisiert, die Zuwendung von Bargeld per Briefumschlag. Laut Transparency International Griechenland lag 2009 „der Umfang bei etwas über 13 Prozent“ aller Privathaushalte. Diese hätten 2009 insgesamt 787 Mio. Euro Schmiergelder bezahlt. Der Anteil der Schattenwirtschaft am BIP lag bei 25 % des BIP, ein Wert, der im Euroraum „von keinem anderen Land“ übertroffen werde. In Deutschland lag die Rate bei ungefähr 15 %. Allerdings zeigen die nicht-normierten Rohdaten ein anderes Bild. Griechenlands Schattenwirtschaft pro Kopf entspricht nur dem EU-Mittelmaß und wird von den meisten Ländern mit überdurchschnittlichem BIP (Industriestaaten) deutlich übertroffen.
Der Korruptionswahrnehmungsindex beschreibt das wahrgenommene Korruptionsniveau im öffentlichen Sektor eines Staates. 2012 hatte Griechenland einen Wert von 36 von 100 und belegte damit den letzten Platz in der EU. Die Regierung setzte im Rahmen der letzten Jahre einige Anti-Korruptions-Maßnahmen um. 2015 stieg der Wert auf 46 und befand sich gleichauf mit Rumänien und vor Italien und Bulgarien.
Der Generalinspektor für öffentliche Verwaltung, Leandros Rakintzis, setzte Mitte 2010 eine Online-Zählung von Beamten an. Im Zusammenhang mit der Zählung wurden mehrere Straftaten aufgedeckt.
Im Mai 2010 wurden Namen von Steuersündern im Internet veröffentlicht, angefangen wurde mit Ärzten, die teilweise zuvor Einkommen unter dem Existenzminimum deklarierten. Ebenso wurde eine Steuerreform beschlossen: Ab dem 1. Januar 2011 wurde unter anderem die Pflicht des bargeldlosen Zahlungsverkehrs bei Beträgen über 1500 Euro eingeführt.
Eine neu gegründete Sondereinheit der griechischen Polizei kümmert sich ausschließlich um Steuervergehen. Der damalige griechische Finanzminister Evangelos Venizelos setzte säumigen Steuerzahlern kurz nach seinem Amtsantritt im November 2011 ein Ultimatum. Er rief alle Personen, die dem Staat mehr als 150.000 Euro schulden, auf, sich bis zum 24. November bei den Steuerbehörden zu melden und ihre Schulden zu regeln. Andernfalls werde er ihre Namen veröffentlichen. Am 22. Januar 2012 wurde die Liste mit 4.152 Namen veröffentlicht und 3 Monate später waren 185 Steuerschuldner in Haft. Insgesamt schuldeten die Personen auf der Liste dem griechischen Staat 14,8 Mrd. Euro.
Am 6. September 2012 fror die Abteilung für die Verfolgung von Wirtschaftsverbrechen (SDOE) Konten von 121 mutmaßlichen Steuerbetrügern ein und beschlagnahmte Luxusimmobilien, Aktien der Börsen in Athen und New York sowie Investitionen bei Versicherungsunternehmen. Es wurden Ermittlungen gegen 32 Politiker wegen Korruptionsverdachts aufgenommen. Dabei handelte es sich um aktive und ehemaligen Politiker sowie Bürgermeister und Beamte.
Eine im Jahr 2010 überreichte Steuerdaten-CD mit rund 2000 Konteninhabern wurde im September 2012 erneut aufgespürt und von dem Chef der Finanzpolizei, Stelios Stasinopoulos, dem Sonderstaatsanwalt übergeben.
Am 3. Oktober 2012 wurde die ehemalige Führungskraft im Verteidigungsministerium Giannis Sbokos verhaftet, weil er sich bei Rüstungsgeschäften mit russischen Tor-M1-Luftabwehrsystemen sowie Typ-214-U-Booten der Howaldtswerke-Deutsche Werft bereichert hat. Anfang März 2013 musste Ex-Verteidigungsminister Akis Tsochatzopoulos wegen Steuerhinterziehung acht Jahre und der ehemalige Bürgermeister der Stadt Thessaloniki, Vasilis Papageorgopoulos, wegen Veruntreuung lebenslang in Haft. Anfang Dezember 2014 wurde der Präsident des griechischen Nationalen Jugendsportzentrums in Agios Kosmas verhaftet, weil er 800.000 Euro aus der Kasse des Zentrums unterschlagen haben soll.
Zur Bekämpfung von Schattenwirtschaft dürfen politische Parteien für Einnahmen nur noch bis zu drei Bankkonten bei ausschließlich griechischen Kreditinstituten haben. Ausgaben müssen mittels eines Belegs nachgewiesen werden.

#### Reduzierung der Militärausgaben
Die Höhe der griechischen Militärausgaben stand seit Beginn der Krise in der Kritik von Öffentlichkeit und Politik (siehe Abschnitt Hohe Staatsausgaben). Vor allem der Umgang und der Standpunkt der Troika zur Erfüllung und Neuverhandlung bestehender Waffenkaufverträge in Zeiten der Finanznot erntete großes Unverständnis. Daniel Cohn-Bendit, Co-Vorsitzender der Fraktion Die Grünen/Europäische Freie Allianz im Europaparlament, kritisiert im Mai 2010 in einem Spiegel-Interview die Forderung der französischen und deutschen Regierung, die Verträge über Waffenkäufe der griechischen Vorgängerregierung nicht anzutasten. Die Zeit zitiert ihn mit den Worten: „Von außen greifen die EU-Länder in praktisch alle Rechte Griechenlands ein. … Nur beim Verteidigungshaushalt heißt es plötzlich, das sei ein souveränes Recht des Staates. Das ist doch surreal.“ Die Militärausgaben sind gesunken, im EU-Vergleich gemessen am gesunkenen BIB jedoch noch überdurchschnittlich hoch. Die Militäranlagen wurden seit Jahren größtenteils (insbesondere aus den USA, Deutschland und Frankreich) importiert, die drei Rüstungsfirmen im Staatsbesitz EAS, ELVO und Larco entwickelten sich hingegen defizitär. Die EU-Kommission forderte laut Süddeutscher Zeitung im September 2013, die staatseigenen Rüstungsunternehmen zu liquidieren.
Das Occasional Paper 123 der Europäischen Kommission aus dem Dezember 2012 widerspricht jedoch der Einschätzung, dass bei den Militärausgaben kaum gekürzt werde. Es wurde darauf verwiesen, dass die Ausgaben für Waffenimport und Militärausgaben seit 2009 allgemein gesunken sind. 2010 sank der Anteil für Verteidigung um 1,2 Prozentpunkte auf 2,2 % des BIP. 2011 sank dieser Anteil nochmals um 0,5 Prozentpunkte. Die militärischen Beschaffungen (englisch: military procurement, ein Teil der Militärausgaben) sind von über 3 Milliarden Euro (2009) auf ungefähr 500 Millionen Euro (2012) gesunken.:26 Die griechische Regierung feuerte im August 2012 den Geschäftsführer von Larco, da dieser die Gehälter der Angestellten nicht senkte.
| Militärausgaben                        | 2020 | 2019 | 2018 | 2017 | 2016 | 2015  | 2014  | 2013  | 2012  | 2011  | 2010  | 2009  | 2008  | 2007  | 2006  | 2005  |
| -------------------------------------- | ---- | ---- | ---- | ---- | ---- | ----- | ----- | ----- | ----- | ----- | ----- | ----- | ----- | ----- | ----- | ----- |
| in Mrd. Euro                           |      |      |      |      |      | 4,583 | 4,169 | 4,259 | 4,604 | 5,128 | 6,164 | 7,660 | 7,219 | 6,235 | 6,064 | 5,652 |
| relativ zum BIP %                      | 2.80 | 2,67 | 2,71 | 2,56 | 2,58 | 2,47  | 2,35  | 2,37  | 2,44  | 2,52  | 2,75  | 3,2   | 3,0   | 2,7   | 2,8   | 2,8   |
| relativ zu den gesamten Staatsausgaben |      |      |      |      |      | 5,3 % | 4,7 % | 5,3 % | 4,7 % | 4,7 % | 5,4 % | 6,1 % | 6,1 % | 5,9 % | 6,4 % | 6,6 % |

Laut dem Stockholm International Peace Research Institute (SIPRI) sind nach 2009 (7,66 Milliarden Euro) die Militärausgaben deutlich gesunken und betragen seit 2012 relativ konstant rund 4–5 Milliarden Euro (2015: 4,58 Milliarden Euro). In Relation zum BIP sanken die Militärausgaben von den jährlich durchschnittlich 3,0 % (2000 bis 2009) und betrugen 2015 geschätzte 2,6 % des BIP. Nach Eurostat ergeben sich ähnliche Werte: demnach betrugen die Verteidigungsausgaben 2009 7,87 Milliarden Euro, sie sanken bis 2011 auf 4,95 Milliarden Euro und verblieben in den folgenden Jahren auf diesem Niveau (2014: 4,76 Milliarden Euro).

#### Referendum und Folgeabstimmungen
Der griechische Premierminister Tsipras unterbrach am 27. Juni 2015 (Samstag griechischer Ortszeit) abrupt die Verhandlungen mit der Eurogruppe in Brüssel und kündigte bereits für den 5. Juli ein Referendum über die von den Kreditgebern in ihrem Textentwurf gestellten Bedingungen für weitere Auszahlungen aus dem zweiten Hilfspaket an. In einer Fernsehansprache sagte er: „Die Vorschläge unserer Gläubiger, die eindeutig europäische Regeln verletzen und ebenso das Recht auf Arbeit, Gleichheit und Würde, zeigen, dass das Ziel einiger Partner und Institutionen keine für alle Seiten akzeptable Lösung war, sondern möglicherweise die Erniedrigung eines ganzen Volkes.“ In dem Referendum wurden die Bedingungen der Gläubiger mit 61,3 % abgelehnt. Um einen Euro-Ausstieg und einen Staatsbankrott abzuwehren, wobei beides eine verheerende Wirkung auf die Bürger und die Wirtschaft der Republik Griechenland gehabt hätten unterzeichnete Premier Tsipras trotzdem ein Hilfspaket von rund 53,5 Milliarden Euro für drei Jahre am 12. Juli 2015. Nach einer 17-stündigen Marathon-Sitzung mit der gesamten Eurogruppe in Brüssel wurden durch die Eurogruppe und der griechischen Regierung Sparmaßnahmen beschlossen, die denen, die das griechische Volk zuvor abgelehnt hatte, sehr nahe kamen. Der UN-Sonderberichterstatter für die Förderung einer demokratischen und gerechten internationalen Ordnung Alfred de Zayas und die unabhängige Expertin für Menschenrechte und internationale Solidarität Virginia Dandan begrüßten das Referendum und kritisierten, dass es dem IWF und der EU nicht gelungen sei, eine Lösung abseits erneuter Austeritäts-Maßnahmen zu erreichen, wie es die griechischen Wähler gefordert hatten. Am 15. Juli 2015 stimmte das griechische Parlament der Vereinbarung unter Zuhilfenahme der Opposition mehrheitlich zu; weitere nationale Parlamente mussten noch abstimmen. Experten bezweifelten die Zuverlässigkeit der Regierung Tsipras sowie die Durchführbarkeit der Pläne; manche Schätzungen beziffern den tatsächlichen Finanzbedarf auf bis zu 70 Milliarden Euro. Die Zentralbank der Eurogruppe hat nach den Abstimmung in Athen am 16. Juli Soforthilfen für Griechenland zugesagt, eine Ausweitung des Kreditrahmens aber abgelehnt.

#### Kapitalverkehrskontrolle

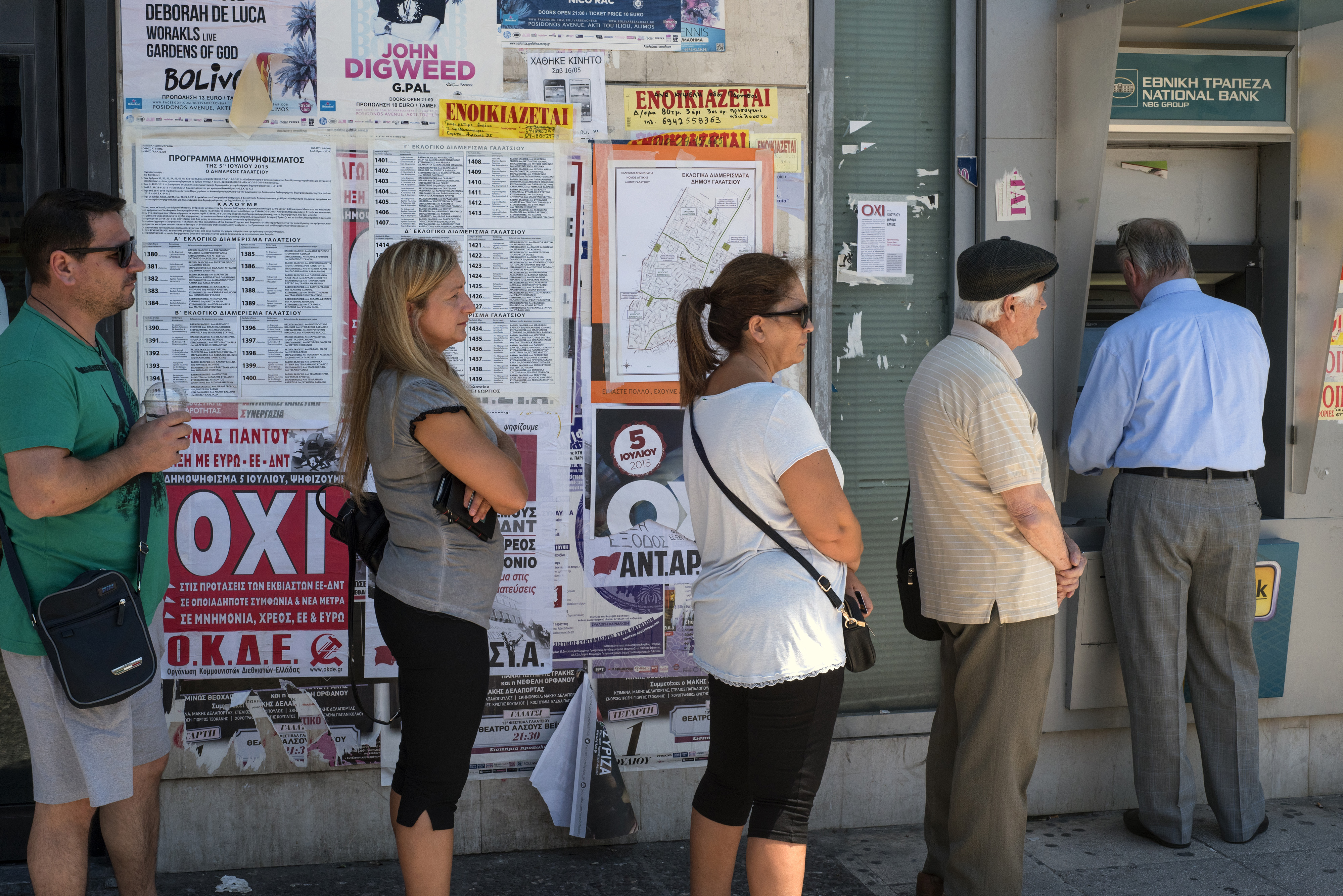
Warteschlange in Athen vor einem Geldautomaten der National Bank of Greece

Die Ankündigung des Referendums löste in Griechenland einen Ansturm auf die Geldautomaten aus. In Reaktion auf die Ankündigung des Referendums erklärten die Mitglieder der Eurogruppe die Verhandlungen am selben Samstag für gescheitert und bereiteten sich auf eine Staatsinsolvenz Griechenlands vor.
EZB und griechische Nationalbank forderten eine Schließung der Banken als Maßnahme gegen den Kapitalabfluss. Finanzminister Varoufakis, der seit Amtsübernahme einen Grexit zwar nicht aktiv herbeiführen wollte, aber als Alternative in einer kleinen Gruppe theoretisch durchspielte, schlug folgende als umkehrbar gedachte Reaktionen vor:
1. Ausgabe eigener Schuldscheine
2. Erklärung eines Schuldenschnitts an EZB-Anleihen seit 2012
3. Kontrolle der griechischen Zentralbank

Da Varoufakis jedoch nur von einem Regierungsmitglied unterstützt wurde, trug er die Entscheidung der griechischen Regierung mit und ordnete mit Beginn der Folgewoche für die Zeit bis zum Referendum folgende Maßnahmen zur Kapitalverkehrskontrolle an:
1. einwöchiges Moratorium gegen jegliche Auslandsüberweisung
2. Barabhebungshöchstsumme von 60 € pro Tag und Person
3. einwöchige Schließung aller Banken und des Börsenhandels

#### Zahlungsausfall beim IWF
Am 30. Juni 2015 zahlte Griechenland eine fällige Rate an den Internationalen Währungsfonds nicht zurück. Damit war es das erste entwickelte Land, das dieser Institution eine Rate schuldig blieb. Ebenso wurde die nächste fällige Rate, in Höhe von 465 Millionen Euro, am 13. Juli nicht beglichen.

#### Vorläufige Einigung vom 12. Juli 2015
Die mit der Eurozone am 12. Juli 2015 ausgehandelten Bedingungen für weitere Kredite enthielten grobe Eckpunkte. Innerhalb der folgenden zehn Tage verabschiedete das griechische Parlament Gesetze, die in den beiden folgenden Abschnitten beschrieben werden; sie waren von den Gläubigern zur Voraussetzung für die Aufnahme weiterer Verhandlungen erklärt worden.

#### Entscheidung des griechischen Parlaments am 15. Juli 2015
Am 15. Juli 2015 verabschiedete das griechische Parlament das erste der geforderten Gesetze (Gesetz 4334/2015). Dabei verlor die Regierung die eigene Mehrheit, wurde aber von Teilen der Opposition unterstützt. Wesentliche Bestandteile des Gesetzes sind folgende:
- Die Mehrwertsteuersätze werden auf 6, 13 und 23 % vereinheitlicht; dabei werden zahlreiche Güter höher besteuert als bisher und manche (etwa Medikamente) geringer.
- Mehrwertsteuerrabatte für die griechischen Inseln werden schrittweise beseitigt, beginnend mit den reichsten und touristisch interessantesten Inseln, mit Ausnahme der weitest entfernten Inseln.
- Die Regelaltersgrenze der gesetzlichen Rentenversicherung wird bis 2021[veraltet] schrittweise auf 67 Jahre erhöht.
- Zusatzrenten werden künftig beitragsfinanziert und nicht aus Steuermitteln.
- Griechenland sichert abermals zu, die Rentenreform 2010 tatsächlich zu implementieren.
- Die rechtliche Unabhängigkeit der Statistikbehörde wird gestärkt; insbesondere soll der Präsidentenposten künftig in einem transparenten Verfahren nach Leistung und Qualifikation besetzt werden.
- Griechenland soll einen halbautomatischen Mechanismus einführen, der bei Verfehlung der Haushaltsziele zu Ausgabenkürzungen führt.

#### Entscheidung des griechischen Parlaments am 22. Juli 2015
Am 22. Juli 2015 verabschiedete das griechische Parlament das zweite der geforderten vorrangigen Gesetze. Dabei hatte die Regierung erneut keine eigene Mehrheit, wurde aber von Teilen der Opposition unterstützt. Das Gesetz umfasst zweierlei:
- Eine Umsetzung der EU-Bankenabwicklungsrichtlinie (BRRD). Sie soll eine Abwicklung insolventer Banken erleichtern; die Richtlinie gilt für alle Mitgliedstaaten der Europäischen Union. Allerdings tritt das Gesetz erst 2016[veraltet] in Kraft;[313] bis dahin sollen die griechischen Banken durch die europäischen Steuerzahler mit insgesamt 25 Mrd. Euro rekapitalisiert werden.
- Eine Reform der Zivilprozessordnung, die auf raschere Gerichtsverfahren abzielt. Hiernach ist mündliche Verhandlung nicht mehr zwingend vorgeschrieben; Verfahren sollen spätestens sechs Monate nach Klageeingang beginnen. Die Regel, dass Erstwohnsitze von Zwangsversteigerungen ausgenommen sind, blieb allerdings unangetastet.

#### Schuldenraten beglichen; Wiedereröffnung der griechischen Banken
Am 17. Juli 2015 überwies die Europäische Zentralbank aus Mitteln des sog. EFSM an die Eurozentralbank in Athen eine Überbrückungszahlung von 7,16 Milliarden Euro. Darauf wurden am 20. Juli von Athen aus eine fällige Rate von 4,2 Milliarden Euro an die Europäische Zentralbank gezahlt. Ferner wurde eine überfällige Zahlung von 2,05 Milliarden Euro an den Internationalen Währungsfonds geleistet. Die Griechische Zentralbank hatte am 13. Juli schon 500 Millionen Euro erhalten, um die Wiederöffnung der Banken zu ermöglichen. Am Montag, den 20. Juli öffneten die Banken in Griechenland nach drei Wochen wieder ihre Schalter.

### Genehmigung im deutschen Parlament für weitere Verhandlungen
Am 17. Juli haben in Berlin die Parteien CDU, CSU, SPD und Grüne in namentlicher Abstimmung mit 439 Ja-Stimmen Bundesfinanzminister Wolfgang Schäuble ermächtigt, über ein drittes Hilfspaket für Griechenland in Höhe von 87 Milliarden Euro innerhalb von drei Jahren bis 2017[veraltet]/2018[veraltet] zu verhandeln. Die Verhandlungen sollen bei etwas vermindertem Termindruck wie zuvor in Brüssel innerhalb der gesamten Eurogruppe stattfinden, speziell mit der derzeit in Athen amtierenden Regierung Tsipras. Die deutsche Bundeskanzlerin Angela Merkel spricht davon, dass die Regeln des Grundgesetzes und EU-Regeln einen sogenannten Haircut, mithin einen Schuldenschnitt der griechischen Staatsschulden von 30 bis 40 % nicht erlauben. Der deutsche Finanzminister beruft sich zudem insbesondere auf Artikel 125 der EU-Verträge, der Staatsschuldenreduzierungen gänzlich verbietet. Die Europäische Zentralbank hat darüber hinaus am 18. Juli eine ELA-Summe von 900 Millionen Euro an das griechische Bankensystem beschlossen.

### Empfänger der Unterstützungsleistungen
Eine unter der Leitung von Jörg Rocholl an der European School of Management and Technology in Berlin durchgeführte und im Jahr 2016 veröffentlichte Studie ergab, dass von den seit 2010 bezahlten Unterstützungsleistungen weniger als 5 % beim griechischen Staat verblieben sind. Der Rest kam ausländischen Gläubigern zugute, womit Risiken von Geschäftsbanken auf ausländische Steuerzahler überwälzt worden sind. Scheunemann kommt in einem Beitrag der Blätter für deutsche und internationale Politik auf Basis der offiziellen Zahlen ebenfalls zu dem Ergebnis von unter 5 Prozent. 10,8 Mrd. Euro der von 215,9 Mrd. Euro der Kredit flossen an den griechischen Staat, der Rest floss unter anderem in Zinszahlungen und in die Umschuldung von privaten zu öffentlichen Trägern.

## Rückzahlung
Die Vereinbarungen zwischen Griechenland einerseits und der Troika aus IWF, EZB und EU andererseits zur Bewältigung der europäischen Finanzkrise umfassen sehr unterschiedliche Maßnahmen.

### IWF-Kredite
Traditionell bietet der IWF der antragstellenden Regierung sogenannte „technische“ Hilfe samt einem mittelfristigen Überbrückungskredit. Die technische Hilfe umfasst die gemeinsame Ausarbeitung eines Austeritätsplans, der von der gewählten Regierung im Alleingang politisch kaum durchsetzbar wäre. So werden die Maßnahmen in Absprache mit dem Antragsteller in einem Memorandum als Bedingungen für den Kredit formuliert.
Während die technische Hilfe für die Regierungen Papandreou und Samaras den üblichen IWF-Standards entsprach, fiel der damit verbundene Kredit mit insgesamt 31,9 Mrd. € ungewöhnlich hoch aus. Die Tilgung des Kredits wie auch die Zinszahlungen wurden klar geregelt. Die Rückzahlung begann 2013 noch unter der Regierung Samaras. Das erste Kreditpaket von 20,1 Mrd. € wurde schließlich 2016 unter der Regierung Tsipras getilgt. Die Rückzahlung des zweiten IWF-Kreditpakets von 11,8 Mrd. € sollte bis 2026 abgeschlossen sein. Ein dritter IWF-Kredit an Griechenland im Rahmen des dritten Memorandums wurde nicht vereinbart. Weder der griechische Finanzminister noch die IWF-Chefin sahen dafür eine Notwendigkeit.
Am 4. April 2022 zahlte Griechenland seine gesamten Schulden beim IWF vorzeitig zurück.

### Zahlungen für die Euro-Rettung
Ganz anders sieht es für den weitaus größten Posten der Vereinbarungen, den 290 Mrd. € europäischer Steuergelder für die sogenannte „Eurorettung“. Hier herrscht einige Verwirrung darüber, ob überhaupt und falls ja, in welcher Form die EU-Länder ihr Geld zurück erhalten werden. Während die Presse kontrovers darüber berichtet, scheint die Politik hier ein klärendes Wort zu vermeiden. Der ehemalige Finanzminister Yanis Varoufakis deutete mit seiner Weigerung, ein drittes Memorandum zu unterschreiben, genau auf dieses Problem hin. Er erwartete von seinen Kollegen in der Euro-Gruppe, dass der Zeitplan für die formale Abschreibung dieser Buchungskredite vorher festgelegt und den Völkern offengelegt wird. Weil aber auch dieses politisch nicht durchsetzbar ist – diesmal bei den Wählern der 27 EU-Partner – stellt sich die Euro-Gruppe auf den Standpunkt, dass eine Rückerstattung tatsächlich erfolgen würde. Andererseits wird vorsichtig argumentiert, dass eine mögliche Erleichterung erst nach Abschluss des dritten Programms ab 20. August 2018 zur Diskussion stünde. Der IWF dagegen verlautbart seit dem Ende des ersten Programms und in der jüngsten Vergangenheit zunehmend deutlicher, dass nunmehr der Schuldenschnitt anstünde.

## Folgen

### Rückwirkung auf die EU
Die Entwicklung der griechischen Finanzkrise und die Herangehensweise der EU-Partner hatten gravierende Auswirkungen auf die Entscheidung der Briten in ihrem Brexit-Referendum 2016. In einem Artikel im englischen Daily Express vom Juli 2015 wird Albert Edwards, global strategist bei Société Générale, mit den Worten zitiert: „[…] this could now tip the balance for the UK's in/out referendum on EU membership […]“. Edwards spekulierte, dass die englische Linke wegen der Demütigung Tsipras durch seine EU-Partner in Argumentationsprobleme gerate. Denn gerade die Labour Party hätte über Jahre die EU-Mitgliedschaft als „progressiv“ deklariert. Nun würde sich die Parteibasis gegen eine Mitgliedschaft organisieren. Edwards, bis dahin selbst ein EU-Befürworter, werde jetzt vermutlich für den Austritt stimmen und er empfehle Investoren, sich auf einen möglichen EU-Austritt Großbritanniens vorzubereiten.
Yanis Varoufakis wird in einer BBC-Sendung vom Gastgeber Andrew Neil zitiert, dass Brüssel durch autoritäre Maßnahmen die Auflösung der EU verschulde. Auf die Frage, ob die Handhabung der Finanzkrise Einfluss auf die separatistischen Entwicklungen in Schottland und Katalonien hätte, antwortete dieser jedoch differenziert. Während in Schottland der Nationalismus eine historische Tradition hätte, seien in Katalonien die Separatisten erst durch die Handhabung der Krise von ehemals nur 10–15 % eine mehrheitsfähige Kraft geworden. Er kritisierte die Entscheidung der Madrider Regierung, 2010, die Autonomie Kataloniens beschnitten zu haben und die darauf folgende Stellungnahme Junckers, dies sei eine innerspanische Angelegenheit.

### Wirtschaftliche Folgen
Nachdem es in den Jahren 2008 und 2009 zu einer drastischen Vergrößerung des Haushaltsdefizits (negativer Haushaltssaldo) gekommen war, sank es 2010 und 2011 wieder, lag aber 2011 immer noch über dem bereits sehr hohen Wert des Jahres 2007. Auch der Primärsaldo, das heißt der Haushaltssaldo ohne Berücksichtigung von Zinsausgaben für den bestehenden Schuldenstand, war 2011 noch negativ. Ähnlich bestimmen sich die Primärausgaben als die Staatsausgaben ohne Berücksichtigung von Zinsausgaben für den bestehenden Schuldenstand.
| #                                                         | 2007   | 2008   | 2009   | 2010   | 2011   | 2012   | 2013   | 2014   | 2015   | 2016   | 2017   | 2018 | 2019 | 2020  | 2021 | 2022 |
| --------------------------------------------------------- | ------ | ------ | ------ | ------ | ------ | ------ | ------ | ------ | ------ | ------ | ------ | ---- | ---- | ----- | ---- | ---- |
| Nominales BIP (nominal GDP) (Mrd. Euro)                   | 223,16 | 233,20 | 231,08 | 222,15 | 208,53 | 191,20 | 180,65 | 177,94 | 175,69 | 174,20 | 177,74 |      |      | 165   |      |      |
| Staatseinnahmen (total revenue) (% des BIP)               | 40,7   | 40,7   | 38,3   | 40,4   | 42,3   | 46,6   | 49,1   | 47,0   | 47,9   | 50,2   | 48,8   |      |      |       |      |      |
| Staatsausgaben (total expenditure) (% des BIP)            | 47,5   | 50,6   | 54,0   | 51,5   | 51,9   | 55,4   | 62,3   | 50,6   | 55,4   | 49,7   | 48,0   |      |      |       |      |      |
| Primärausgaben (primary expenditure) (% des BIP)          | 42,8   | 45,5   | 48,3   | 44,6   | 43,4   | 41,7   | 43,3   | ?      | ?      | ?      | ?      |      |      |       |      |      |
| Haushaltssaldo (budget balance / net lending) (% des BIP) | −06,8  | −09,8  | −15,6  | −10,7  | −09,5  | −08,8  | −13,2  | −03,6  | −07,5  | +00,5  | +00,8  |      |      | −10,1 |      |      |
| Primärsaldo (primary balance / net lending) (% des BIP)   | −02,0  | −04,9  | −10,4  | −05,0  | −02,3  | −03,7  | −09,1  | 00,4   | −03,9  | +03,7  | +04,0  |      |      |       |      |      |
| Bruttoverschuldung (gross consolidated debt) (Mrd. Euro)  | 239,30 | 263,28 | 299,69 | 329,52 | 355,17 | 305,09 | 320,51 | 319,72 | 311,67 | 315,04 | 317,41 |      |      | 206,3 |      |      |

| #                                                | 2007   | 2008   | 2009   | 2010    | 2011    | 2012    | 2013    | 2014    | 2015    | 2016  | 2017  | 2018  | 2019  | 2020  | 2021   | 2022  |
| ------------------------------------------------ | ------ | ------ | ------ | ------- | ------- | ------- | ------- | ------- | ------- | ----- | ----- | ----- | ----- | ----- | ------ | ----- |
| Bevölkerung (in Mio.)                            | 11,036 | 11,061 | 11,095 | 11,119  | 11,123  | 11,086  | 11,004  | 10,927  | 10,812  | 10,78 | 10,77 | 10,74 | 10,73 | 10,72 | 10,683 | 10,63 |
| Erwerbstätige (in Mio.)                          | 4,564  | 4,611  | 4,556  | 4,390   | 4,054   | 3,695   | 3,513   | 3,536   | 3,604   |       |       |       |       |       |        |       |
| Arbeitslosenquote (Percent of total labor force) | 8,40 % | 7,75 % | 9,60 % | 12,73 % | 17,85 % | 24,43 % | 27,48 % | 26,50 % | 25,00 % |       |       |       |       |       |        |       |

In der Eurozone herrschen hohe Leistungsbilanzungleichgewichte. Griechenland war von diesen Problemen besonders betroffen und nicht auf die Eurokrise vorbereitet, durch eine höhere staatliche Verschuldung hatte man zudem weniger Spielraum als andere Länder in der Reaktion auf die Finanzkrise ab 2007. Zudem hatten die damaligen griechischen Regierungen nach der Einschätzung des Ökonomen Manolis Galenianos nach dem Ausbruch der Finanz- und der Eurokrise die falschen Maßnahmen getroffen. Die falschen Maßnahmen zur Behebung dieses „Zwillingsdefizits“ haben zu hohen sozialen Kosten geführt. Ebenso sei die Reaktion anderer europäischer Regierungen falsch gewesen, da sie die Leistungsbilanzdefizite zunächst außer Acht ließen und Griechenland nicht bei der Wiedergewinnung der internationalen Wettbewerbsfähigkeit unterstützten. Als weitere aktuelle Probleme werden der Mangel an Krediten im griechischen Inland für Investitionen und der Mangel an Nachfrage nach Produkten in anderen Euroländern in Folge restriktiver Fiskalpolitik benannt.
Seit 2009 ist die Staatsverschuldungsquote sprunghaft angestiegen (von 129 % im Jahr 2009 auf 164 % im Jahr 2011). Die Gehälter im öffentlichen Dienst sanken von 2009 bis 2011 um 30 %, die Renten um 10 %. Die Gesamtzahl der Staatsbediensteten sank von 768.009 im Jahr 2010 auf 712.157 im Februar 2012.
EU-Angaben zufolge konnte im Zeitraum 2010 bis 2011 die Hälfte des von 2000 bis 2009 entstandenen Wettbewerbsrückstandes wieder aufgeholt werden.
Laut einem Bericht der Weltbank von 2012 gehörte Griechenland zu den zehn Staaten weltweit, die 2011 die Geschäftsbedingungen für Unternehmen am meisten verbessert hatten, nur sieben Staaten hatten größere Anstrengungen unternommen. Zwar seien dringende Reformen angepackt und große Fortschritte erzielt worden, weitere Reformen müssten jedoch in den nächsten Jahren umgesetzt werden.
Während sich einige Handelsunternehmen aus dem Land zurückzogen, wurden andere Aktivitäten ausgebaut, wie die Produktion von 110 verschiedenen Produkten für den Export durch Unilever (2010) und das neue Hewlett-Packard-Distributionszentrum für Europa, Afrika und den Nahen Osten in Piräus zeigen.
Rolf Langhammer vom Institut für Weltwirtschaft (Kiel) warnte 2012 die Gläubigerinstitutionen angesichts mangelnder Einhaltung griechischer Zusagen, es gebe weder etwas nachzuverhandeln noch nachzujustieren.
Gemäß dem ersten Hilfspaket von 2010 war eine Haushaltskonsolidierung durch Steuererhöhungen und Ausgabensenkungen in Höhe von 30 Mrd. Euro ab 2014 vorgesehen. Dirk Meyer (Lehrstuhl für Ordnungsökonomik, Helmut-Schmidt-Universität der Bundeswehr) verweist darauf, dass dies etwa 13 % des griechischen BIP betrage und somit in der Höhe illusorisch sei. Die Praxis aller Hilfsprogramme habe gezeigt, dass Griechenland seine Zusagen nicht einhalte bzw. nicht einhalten könne.

### Ratingagenturen und Finanzmärkte

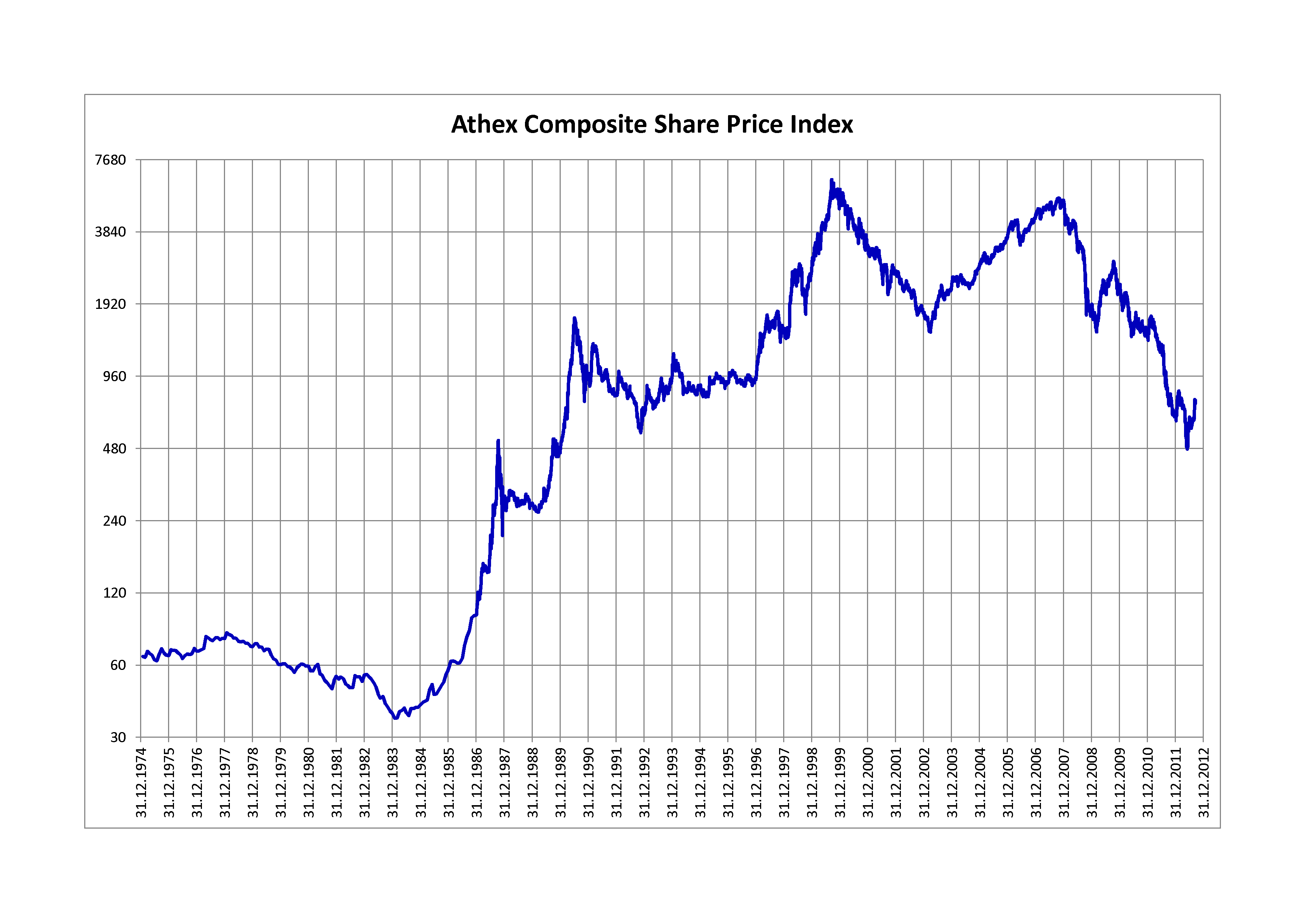
Athex Composite Share Price Index 1974–2012

Kursverlauf einer griechischen Staatsanleihe zwischen Januar 2007 und August 2011

Bereits vor Beginn der griechischen Haushaltskrise war Griechenland als Schuldner bei den Ratingagenturen nicht mit Bestnoten bewertet. Die drei großen Ratingagenturen Standard & Poor’s, Fitch Ratings und Moody’s senkten im Verlauf der Krise ihre Ratingcodes sukzessive und signalisierten damit den Finanzmärkten ein erhöhtes Ausfallrisiko für Kredite und Staatsanleihen Griechenlands.
Am 14. Juni 2011 senkte die Ratingagentur Standard & Poor’s die Bewertung für langfristige griechische Staatsanleihen um drei Stufen auf CCC. Griechenland hatte somit seit Juni 2011 das schlechteste Rating aller bewerteten Länder der Welt.
Im März 2012 wurde Griechenland sowohl von den Ratingagenturen als auch von der ISDA als zahlungsunfähig eingestuft.
Im Verlauf der Finanzkrise verlor der Athex Composite Share Price Index, der Leitindex der Athener Börse, massiv an Wert. Der Leitindex fiel im Mai 2012 auf unter 500 Punkte, den tiefsten Stand seit 20 Jahren. Ab Juni 2012 setzte eine allmähliche Erholung ein, der Index stieg bis zum Februar 2013 auf über 1.000 Punkte. Anfang Mai 2013 hatte der Index 970 Punkte.
Am 18. Dezember 2012 stufte Standard & Poor’s Griechenland um mehrere Stufen auf B− bzw. B (lang- bzw. kurzfristige Staatsanleihen) herauf. Am 14. Mai 2013 bewertete Fitch die langfristigen griechischen Staatsanleihen mit B−, die kurzfristige Staatsanleihen bekamen ein B.

### Wirtschaftspolitische Folgen in Griechenland

Entwicklung der Arbeitslosigkeit in Griechenland seit 2004

In Umfragen unmittelbar vor Abstimmung des Sparpakets im Mai 2010 hatte sich eine Mehrheit der Griechen dafür ausgesprochen. Im November 2010 gewann die regierende sozialistische Partei PASOK die zweite Runde der Kommunalwahlen, darunter erstmals nach 20 Jahren wieder die Rathäuser von Athen und Thessaloniki. Trotzdem kam es zu Demonstrationen im Stadtzentrum und anderen Protesten: es wurden zum Beispiel Banner an der Steilwand der Athener Akropolis angebracht. Diese friedlichen Aktionen wurden vornehmlich von Gewerkschaften und Kommunisten getragen. Dagegen setzten Autonome bei Demonstrationen gegen die Sparpläne am 5. Mai 2010 ein Bankgebäude mit Brandsätzen in Brand, wodurch drei Menschen ums Leben kamen.

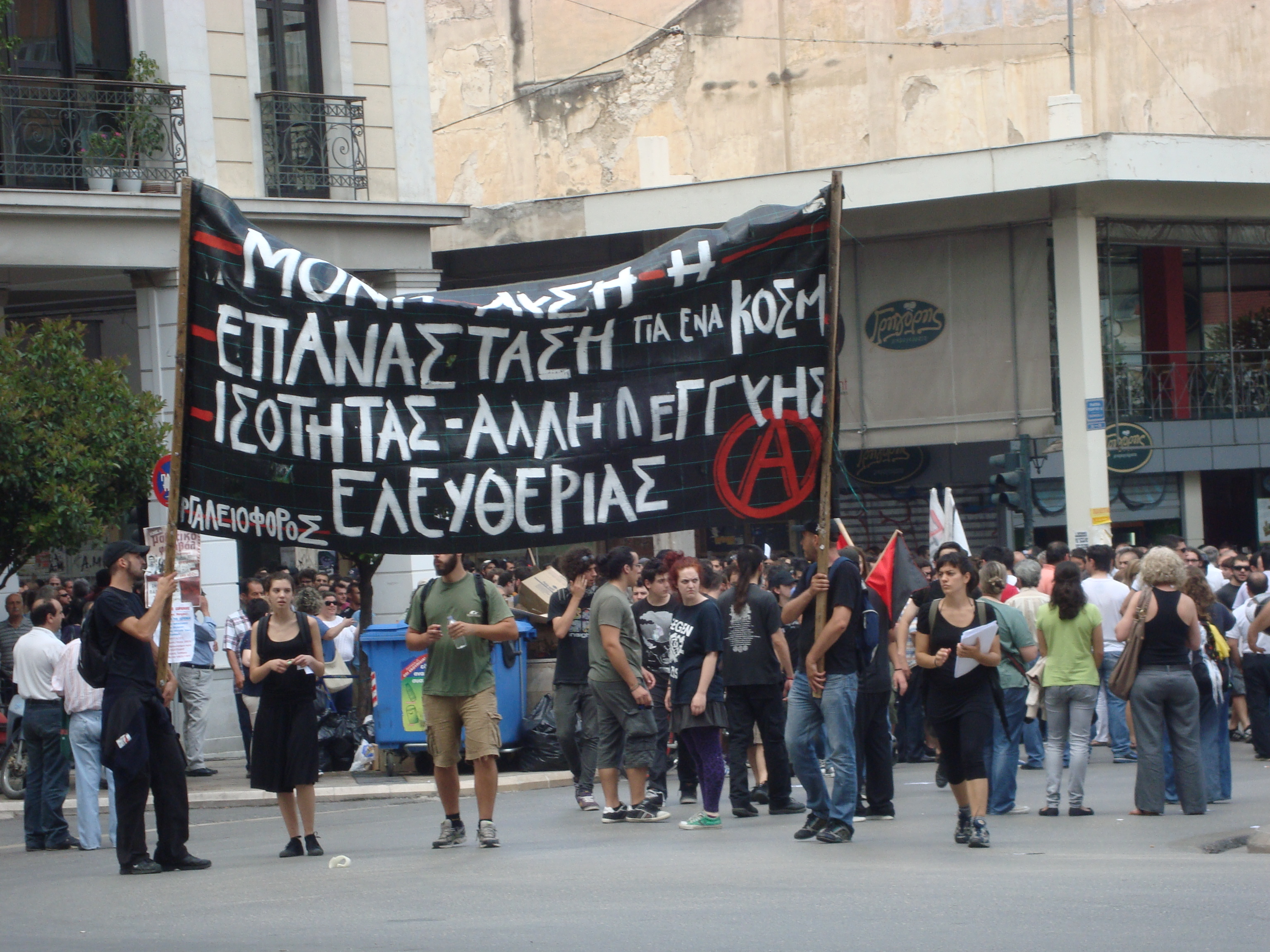
Demonstration in Patras 2011

Im Verlauf der Sparmaßnahmen gewannen die Proteste zunehmend an Schärfe. So kam es 2011 zu zahlreichen Demonstrationen, die wiederholt zu Konfrontationen mit der Polizei führten sowie im Juni 2011 zu einer mehrwöchigen Besetzung des Syntagma-Platzes vor dem Athener Parlamentsgebäude. Außerdem gab es von Januar bis Juni 2011 vier teils mehrtägige Generalstreiks gegen die Sparmaßnahmen.
Seit Ausbruch der Krise haben viele Griechen ihre Guthaben bei inländischen Banken verringert, um sie als Bargeld zu halten oder ins Ausland bzw. zu ausländischen Banken zu transferieren („Kapitalflucht“). Mögliche Motive sind Angst vor Besteuerung, das Erwarten einer Währungsreform oder die Angst vor einer Insolvenz der kontoführenden Bank oder Angst vor einer Staatspleite. Ausweislich der TARGET2-Salden beschleunigte sich die Kapitalflucht aus Griechenland im Januar 2015.
Die hohe Arbeitslosigkeit geht auch einher mit vielen Frühverrentungen u. a. wegen der Arbeitslosigkeit fallen zudem Beitragseinnahmen zur Sozialversicherung weg. Die Pensionsfonds haben erhebliche Verluste erlitten. Durch niedrige Einzahlungen, aufgrund der hohen Arbeitslosigkeit und der für Unternehmen schlechten Wirtschaftslage fehlten den Pensionskassen Ende des Jahres 2016 mindestens 17 Milliarden Euro. Seit Beginn der Wirtschaftskrise ist die Zahl der Landwirte innerhalb von zwei Jahren um 40.000 gestiegen.
Im Juni 2013 konstatierte der IWF in einem Bericht zum ersten Hilfspaket, dass dieses gar nicht hätte ausgezahlt werden dürfen, weil Griechenland 2010 nur eine von vier Bedingungen dafür erfüllte. Zudem hätten die Auflagen der Troika zu wenig Wachstums-Impulse gegeben und stattdessen die aufgrund der Überschuldung und der fehlenden internationalen Wettbewerbsfähigkeit unabwendbare schwere Rezession weiter verschärft. IWF-Ökonom Blanchard konzedierte, dass der Multiplikatoreffekt der Haushaltskürzungen stärker ausgefallen war als anfangs angenommen. Die Fiskalkonsolidierung habe insgesamt aber nur einen Bruchteil der Rezession verursacht. Weitere wichtige Ursachen seien das kreditblasengetriebene Wachstum über dem griechischen Wachstumspotential in den Jahren vor der Krise, die fehlende bzw. mangelhafte Umsetzung von Strukturreformen, die Kapitalflucht aufgrund der Grexit-Ängste, das geringe Vertrauen der Wirtschaft in den Standort und instabile Banken.
Infolge der sozialen Missstände im Land hervorgerufen durch die Finanzkrise und weiter verschärft durch die Sparmaßnahmen haben rechte und populistische Parteien starken Zulauf erhalten.
In der Flüchtlingskrise seit 2014 war Griechenland aufgrund seiner Lage als europäisches Erstland, in dem Flüchtlinge eintrafen, besonders hart betroffen. Griechenland befand sich auf einer bevorzugten Flüchtlingsroute, über die Flüchtlinge aus Afrika und Asien primär nach Europa gelangten (neben Spanien, Italien und Malta). Hierdurch ergaben sich für den griechischen Staat große finanzielle, verwaltungstechnische und logistische Herausforderungen. Dies wirkte sich ebenfalls schwerwiegend auf die bereits bestehenden Probleme des Staates aus. Seitdem an der Grenze zu Nordmazedonien von der dortigen Regierung und mit österreichischer Hilfe ein Zaun errichtet worden war, stauten sich die Flüchtlinge in Griechenland. Eine EU-weite Verteilung der Flüchtlinge war zunächst trotz einer Vereinbarung der EU-Regierungschefs nicht möglich. Die Überweisung von finanziellen Hilfen und die Entsendung von Beamten nach Griechenland verlief ebenso schleppend.
Im September 2016 fand in Athen auf Einladung des griechischen Premierministers ein Treffen der Regierungschefs der europäischen Mittelmeerstaaten statt, die unter der Finanzkrise leiden. Die Staats- und Regierungschefs von Frankreich, Italien, Portugal, Malta, Spanien (das einen Vertreter des kommissarischen Regierungschefs sandte) und Zypern nahmen teil. Dort wurden laut griechischen Regierungskreisen die wirtschaftliche Zukunft Europas und die Flüchtlingskrise besprochen.

### Soziale Folgen in Griechenland
Die Finanzkrise und die folgenden Reformen haben in Griechenland zu einer tiefen sozialen Krise geführt. Die während der Finanzkrise ab 2008 einsetzende Rezession vertiefte sich mit dem Beginn der griechischen Schuldenkrise und setzte sich bis ins Jahr 2013 fort. Im Vergleich zu 2007 brach das preisbereinigte Bruttoinlandsprodukt Griechenlands bis 2013 um 26 Prozent ein. Erst 2014 gab es erstmals wieder eine geringfügige Erholung mit einem Zuwachs von 0,4 Prozent. Die Privatvermögen sind gesunken.
Als Teil der Reformen wurden die Steuern stark angehoben und neue Steuern eingeführt. Die Mehrwertsteuer, vor der Finanzkrise bei 19 Prozent, wurde auf 24 Prozent angehoben, ein Wert im oberen Drittel der Sätze innerhalb der EU.
Die Arbeitslosigkeit stieg von 7,4 % im Juli 2008 auf 27,2 % im Januar 2013. Nach den mehrmaligen Kürzungen bei den Renten und im Sozialbereich (Abschaffung des Mindestlohns, Senkung der Gesundheitsausgaben und der Ausgaben für Erwerbslose) sind viele Bürger arm oder von Armut bedroht. Die Kindersterblichkeit ist – vergleichbar mit der Situation in weiteren unter einer Finanzkrise leidenden EU-Ländern – seit Durchführung der Reformen gestiegen. Viele Leistungsträger, auch ganze Familien haben das Land verlassen, womit Griechenland unter einer Talentflucht leidet.
Mit Stand Oktober 2016 wurde der Mindestlohn um 22 % gesenkt, die Gehälter sind durch die Arbeitsmarktreformen um durchschnittlich 24 % gesunken. Der Kündigungsschutz soll gelockert werden.
Jedes dritte Kind in Griechenland ist armutsgefährdet; der Anteil stieg von 27,7 Prozent (2010) auf 37,8 Prozent. Die Steigerung der Gesamtzahl der von Armut bedrohten Kinder seit 2010 ist die höchste in der EU, während an zweiter Stelle Zypern liegt, laut Eurostat.
Seit dem ersten Rettungspaket im Jahr 2010 hat sich das Durchschnittseinkommen der Rentner bis 2016 von 1200 Euro auf 833 Euro pro Monat verringert. Jeder vierte Grieche über 65 gilt als armutsgefährdet. Zum Vergleich: In Deutschland ist derzeit etwa jeder sechste Neurentner armutsgefährdet.
Die Finanzkrise wirkt sich auch im Gesundheitssystem aus. Nachdem Apotheker über Monate von den staatlichen Krankenkassen nicht mehr bezahlt wurden, müssen Hunderttausende Versicherte der größten Krankenkasse Eopyy ihre Medikamente bar in den Apotheken bezahlen, um anschließend die Quittung bei der Krankenkasse einzureichen. Für chronisch Kranke und Mittellose führt die Pflicht, die Medikamentenkosten teilweise selbst zu bezahlen, zur Gefährdung der medizinischen Versorgung.
Gemäß Abwasseranalysen hat sich in Athen (wo etwa ein Drittel der Griechen lebt) seit 2010 der Gebrauch von Psychopharmaka je nach untersuchter Stoffklasse auf das 35-Fache (Neuroleptika) bis 11-Fache (Antidepressiva) erhöht. Während der Wirtschaftskrise stieg die Suizidrate Griechenlands teilweise deutlich an. Laut dem griechischen Gesundheitsministerium hat sie sich zwischen 2008 und 2011 nahezu verdoppelt und war allein in den ersten fünf Monaten des Jahres 2011 40 Prozent höher als im Vorjahreszeitraum. Nach der letzten Erhebung der WHO von 2012 hat Griechenland aber immer noch die geringste Rate aller Euro-Länder. Aufsehen erregte vor allem der Freitod des 77 Jahre alten Apothekers Dimitris Christoulas, der sich am 4. April 2012 auf dem Syntagma-Platz erschoss. In seinem Abschiedsbrief schrieb er, dass er seinem Leben lieber mit Würde ein Ende setze, bevor es notwendig werde die Mülltonnen nach Essen zu durchsuchen, weil ihm seine Rente nicht mehr ausreiche, um menschenwürdig zu leben, und das obwohl er 35 Jahre lang ohne jegliche Zuschüsse für sie eingezahlt habe.
Neben von den „Institutionen“ erwarteten Veränderungen beim Streikrecht und den Gewerkschaften sowie im Pensionssystem sollen auch die Privatisierungen fortgesetzt werden. Nachdem sich das EU-Parlament im September 2015 in einer Resolution gegen die Privatisierung der öffentlichen Wasserversorgung aussprach und hierbei von „Wasser ist keine Ware, sondern öffentliches Gut“ sprach, erwarten nun die „Institutionen“, zu denen auch die EU-Kommission gehört, die Privatisierung der griechischen Wasserversorgung. Ebenso sollen die Bahn, mehrere Flughäfen, Straßen und weitere Infrastruktur privatisiert werden. Die Hälfte der erwarteten Erlöse ist für den Schuldenabbau zweckgebunden. Bei der Privatisierung der Flughäfen stieß der Verkauf an Fraport auf massive Kritik, da Dokumente zum Verkauf bekannt wurden, die nicht nur den Verkauf behandeln, sondern auch belegen, dass der griechische Staat trotz Verkauf für Verluste des Unternehmens haften muss.

### Finanzielle Folgen für die Gläubiger
Durch die Hilfspakete hat sich die Gläubigerstruktur grundlegend verändert. Während Griechenland vor dem Jahr 2010 hauptsächlich bei Banken und Versicherungen verschuldet war, wurde es in den Jahren danach immer mehr zum Schuldner der Euroländer.
Banken und Investoren hatten im Juli 2011 noch zugesagt, „freiwillig auf im Schnitt 21 Prozent ihrer Forderungen zu verzichten“. Während die griechische Regierung darauf drängte, diesem freiwilligen Verzicht zuzustimmen, sperrte sich die Bundesregierung gegen diese Pläne und forderte einen größeren Schuldenverzicht, der mindestens 50 bis 60 Prozent betragen müsse. Im Endeffekt verzichteten die privaten Gläubiger dann auf 53,5 % ihrer Schulden und stimmten zudem einer geringeren Verzinsung der neu ausgegebenen Anleihen zu, so dass sie „insgesamt mehr als 70 Prozent“ ihres Geldes verloren.
Anders sah die Situation für die staatlichen Gläubiger aus: Im ersten Hilfspaket vom Mai 2010 hatten der IWF 30 Mrd. Euro und die anderen Euro-Länder 77 Mrd. Euro (davon Deutschland 15,17 Mrd. Euro) an Hilfsdarlehen gewährt. Bis Ende 2011 hatte Griechenland für fällige Kredite 380 Millionen Euro Zinsen an Deutschland überwiesen.
Im zweiten Hilfspaket aus dem Februar/März 2012 wurde Griechenland von der EZB und der EU insgesamt ungefähr 130 Mrd. Euro geliehen.
Die EZB hielt zum Zeitpunkt Februar 2012 griechische Staatsanleihen im Wert von 56,5 Mrd. Euro. Bei Fälligkeit der Anlagen erhält die EZB neben der Tilgung auch Zinsen. Griechenland zahlt zum Stand Juni 2015 für seine vom IWF und der EZB erhaltenen Kredite die ursprünglich in den Hilfspaketen von 2010 bzw. 2012 vereinbarte Tilgung und Zinsen. Die Zinssätze für die EZB-Kredite liegen zwischen 2,3 und 6,5 %. Für die Tilgungs- und Zinszahlungen ist ein Zeitraum von 2012 bis 2037 vorgesehen. Im März, Mai und August 2012 überwies Griechenland insgesamt rund 11,1 Mrd. Euro zur Schuldtilgung an die EZB. Für das Jahr 2012 wurden in einem Artikel der FTD aus dem März 2012 Zinsen von 2,5 Mrd. Euro erwartet, bis zum Jahr 2037 sollten 12,7 Mrd. Euro Zinsgewinne zusammenkommen. Die Gewinne werden anteilig nach der Größe der EZB-Kapitalgeber an die Euro-Länder ausgeschüttet. Der größte EZB-Kapitalgeber, die Deutsche Bundesbank, erhält dementsprechend auch den größten Anteil der Zinsen von der EZB. Geringe Zinsen und lange Laufzeiten spiegeln das Kreditausfallrisiko nicht marktüblich wider.
Im Vergleich zu den EZB-Krediten müssen die Nehmerländer für Kredite, welche aus dem EFSF bzw. dem ESM stammen, geringere Zinsen zahlen. Sie setzen sich zusammen aus der Kreditaufnahmegebühr des EFSF und den Verwaltungskosten (siehe auch Abschnitt Zweites Rettungspaket von EU und IWF – Juli 2011 bis Februar / März 2012). Die EFSF- bzw. ESM-Kreditgeber änderten die Bedingungen für Griechenland mehrfach (siehe dazu den Abschnitt #Maßnahmen der EU, der EZB und des IWF). Die Kreditfälligkeit der EFSF-Kredite wurde um mehrere Jahrzehnte erhöht und die Zinsen für 10 Jahre gestundet.
Im Januar 2015 hatte Athen rund 320 Mrd. Euro Verbindlichkeiten. Davon entfielen rund 20 % oder 64 Mrd. Euro auf private Gläubiger. Die großen europäischen Geschäftsbanken haben ihre Griechen-Anleihen zum größten Teil verkauft. „23,5 Milliarden Euro haben die deutschen Geldhäuser dort aktuell noch liegen, viel weniger als vor Jahren.“

## Internationale Standpunkte und Maßnahmen zu Austerität und Schuldenerleichterungen
26 bekannte Wirtschaftswissenschaftler, unter anderem Joseph Stiglitz und Thomas Piketty, positionierten sich im Jahr 2015 in einem öffentlichen Brief gegen die Austerität der EU.
Der IWF unter der Leitung von Christine Lagarde befand im Oktober 2016 die Spar- und Reformmaßnahmen allein nicht als Lösung der Krise und forderte einen Schuldenschnitt für Griechenland.
Premierminister Tsipras forderte Mitte 2016 von der EU die Beendigung der Austerität und ein Investitionsprogramm für die unter der Krise leidenden Staaten.
US-Präsident Obama sprach sich bei seinem Griechenland-Besuch im November 2016 für einen Schuldenerlass aus.
Der portugiesische Finanzminister Mário Centeno sprach sich im November 2016 für einen Schuldenschnitt gegenüber Griechenland aus und äußerte, Hilfen zur Konsolidierung der griechischen Staatsfinanzen ohne den IWF seien für die EU tragbar.
EU-Wirtschafts- und Finanzkommissar Pierre Moscovici sprach sich im November 2016 für Schuldenerleichterungen aus.
Der deutsche Finanzminister Wolfgang Schäuble lehnte Ende November 2016 einen zweiten Schuldenschnitt oder Schuldenerleichterungen für Griechenland ab.
Am 5. Dezember 2016 beschlossen die Finanzminister der Eurogruppe mehrere Maßnahmen, die Griechenland eine weitere Schuldenerleichterung ermöglichen.
Nachdem Premierminister Tsipras Mitte Dezember 2016 beschlossen hatte, bedürftigen Rentnern mit einer zusätzlichen Einmalzahlung auszuhelfen und gleichzeitig die Mehrwertsteuer auf Inseln senkte, die stark von der Flüchtlingskrise betroffen sind, fror die Eurogruppe die vorher beschlossenen Schuldenerleichterungen ein. Der Vorsitzende der SPD-Europaabgeordneten, Udo Bullmann, bekundete, dass Schäuble und Dijsselbloem damit einen Regierungswechsel in Griechenland herbeiführen wollten. Er sagte, die Sozialdemokraten im Europaparlament seien „bestürzt über den Versuch der EU-Kreditgeber, die Innenpolitik Griechenlands und damit eines Mitgliedes der Eurogruppe“ beeinflussen zu wollen; die Einmalzahlungen an griechische Pensionsempfänger mit besonders geringen Einkommen seien vollständig durchfinanziert. Hier werde nicht auf die Gesundung der Ökonomie, sondern auf die Herbeiführung eines Regierungswechsels hingearbeitet. Tsipras sprach von „politischer Erpressung“.
Am 15. Dezember 2016 veröffentlichte der für die Wirtschafts-, Währungs-, Steuern- und Zollunionangelegenheiten der EU eingesetzte Kommissar Pierre Moscovici in der Financial Times einen Artikel. Ein Schuldenschnitt für Griechenland sei unabdingbar. Ex-Finanzminister Yanis Varoufakis warf Moscovici hierauf Heuchelei vor, da Moscovici weitere Austerität ablehne, aber ein Wirtschaftswachstum von 3,5 % pro Jahr für 10 Jahre von Griechenland fordere. Einige Wochen vorher schloss die EZB ein weiteres Hilfspaket für Griechenland aus. Mit Stand Dezember 2016 setzt die Griechische Regierung darauf, im Anleihekaufprogramm der EZB aufgenommen zu werden und dadurch wiederum 2017 die Möglichkeit zu haben, sich Geld am Markt zu beschaffen. Die Entscheidung des IWF zur Tragfähigkeit der Schulden Griechenlands wird für den Januar erwartet, wobei der IWF bereits im Dezember bekannt gab, dass „die Austeritätsmaßnahmen in Griechenland zu weit gegangen seien und dass der IWF keine Sparanstrengungen im Sozialbereich erwartet“.

## Stimmen in Deutschland
Im April 2010 lehnte die Mehrheit der Deutschen eine Unterstützung Griechenlands in der Finanzkrise ab. Im Juni 2011 äußerten 63 Prozent der befragten Bürger bei der Umfrage ARD-Deutschlandtrend Verständnis, dass Griechen gegen die einschneidenden Sparmaßnahmen protestieren.
Verfassungsbeschwerden der Wissenschaftler Joachim Starbatty, Wilhelm Hankel, Karl Albrecht Schachtschneider, Wilhelm Nölling, des Managers Dieter Spethmann und des Politikers Peter Gauweiler (CSU) gegen die deutsche Beteiligung am Europäischen Stabilisierungsmechanismus zur Unterstützung von Griechenland in der Finanzkrise hat das Bundesverfassungsgericht in Karlsruhe mit Urteil vom 7. September 2011 zurückgewiesen. Der Zweite Senat befand, dass die Maßnahmen zur Rettung des Euro mit dem Grundgesetz vereinbar sind. Die Bundesrepublik Deutschland darf demnach der Republik Griechenland mit Kreditgarantien helfen und sich am künftigen Euro-Rettungsschirm EFSF beteiligen. Allerdings wiesen die Richter das deutsche Parlament an, bei weiteren Euro-Hilfen auf seinem Recht zu beharren, finanzpolitische Entscheidungen zu fällen. Es dürfe keinen Automatismus für Zahlungen geben, der die Rechte der Abgeordneten aushebelt. Die Hilfspakete müssten klar definiert sein und den Parlamentariern die Möglichkeit zur Kontrolle und zum Ausstieg geben.
Ende Februar 2012 plädierte Innenminister Hans-Peter Friedrich als erstes deutsches Regierungsmitglied öffentlich für einen Ausstieg Griechenlands aus der Eurozone: „Außerhalb der Währungsunion sind die Chancen Griechenlands, sich zu regenerieren und wettbewerbsfähig zu werden, mit Sicherheit größer, als wenn es im Euro-Raum verbleibt.“ Zwei Tage später wies der EKD-Ratsvorsitzende Nikolaus Schneider darauf hin, dass Europa mehr sei als ein „Handelsplatz, auf dem man gute Geschäfte machen kann“ und die Gewährung der Hilfskredite „eine Frage der Solidarität ist“.
In einer Sendung des ARD-Fernsehmagazins Monitor am 1. März 2012 mit dem Titel Griechenlandkrise: Das Märchen vom deutschen Zahlmeister wurde ausgehend vom bis dahin erst in geringem Volumen (etwa 12,5 Milliarden Euro) stattgefundenen deutschen Geldfluss an Griechenland der Eindruck erweckt, dass Deutschland ein Profiteur der Griechenlandkrise sei. Hierzu wurde ein Anstieg von Deutschlands Exporten um 50 Milliarden Euro aufgrund des schwachen Eurokurses der Griechenlandkrise zugeordnet (laut Gustav Horn). Zusätzlich wurden von Folker Hellmeyer, Chefanalyst der Bremer Landesbank durch das niedrige Zinsniveau deutscher Anleihen Deutschland Zinsersparnisse von 45 bis 65 Milliarden Euro „bescheinigt“.
Deutschland haftet durch Bürgschaften im Rahmen von EFSF und ESM, als Teil der EZB und als Mitgliedsland im IWF mit dreistelligen Milliardenbeträgen.
Den damaligen griechischen Regierungen wird vorgeworfen, sich bereits vor dem Beitritt zur Währungsunion in einem Ausmaß verschuldet zu haben, das Zahlungsunfähigkeit erwarten ließ, dies aber durch unzutreffende Angaben verschleiert zu haben. Dies und die gesamte Verschuldungspolitik beurteilte Hans Willgerodt, seinerzeit emeritierter Professor der Universität Köln, als betrügerischen Bankrott. Er kritisierte, dass verantwortliche Politiker, Staatsbedienstete sowie auch Mitarbeiter diplomatischer Vertretungen oder Außenministerien dafür nicht rechtlich belangt werden könnten. Darüber hinaus warf Willgerodt den beteiligten Großbanken eine missbräuchliche Kreditvergabe vor, da die Großbanken die nahende Zahlungsunfähigkeit Griechenlands erkannt und auf einen Beistand seitens der übrigen Staaten der Eurozone spekuliert hätten.
Einen Tag vor der Wahl in Griechenland am 17. Juni 2012 verlangte Bundeskanzlerin Angela Merkel mit „ungewöhnlich scharfen Worten“, so der Focus, ein Bekenntnis der Griechen zu den getroffenen Vereinbarungen. Im August 2012 sagte der bayrische Finanzminister Markus Söder „Schuld an den Problemen in Griechenland sind die Griechen und sonst keiner“ und forderte, an dem Land „ein Exempel zu statuieren“.
Die Deutsche Bundesbank befürwortete 2012 eine einmalige Vermögensabgabe für Krisenländer der Eurozone. Der Literaturnobelpreisträger Günter Grass verarbeitete die griechische Finanzkrise und die Reaktionen der Staaten der Europäischen Union auf die Krise in seinem im Mai 2012 erschienenen Gedicht Europas Schande. Der deutsche EU-Kommissar für Energie Günther Oettinger (EVP) hat sich am 10. August 2013 dafür ausgesprochen, den Internationalen Währungsfonds (IWF) an künftigen Hilfsprogrammen für überschuldete Euro-Länder nicht mehr zu beteiligen; stattdessen sollten die EU und die Europäische Zentralbank (EZB) künftig allein die Programme stemmen. Zur Begründung sagte er, es gebe beim IWF viele kritische Stimmen, „die zu recht die Frage stellen, warum ausgerechnet das „reiche“ Europa derzeit 60 Prozent der IWF-Hilfen erhält“.
Hinsichtlich der Berichterstattung über die griechische Staatsschuldenkrise in der deutschen Presse liegen mindestens zwei unabhängige Studien aus den Jahren 2015 und 2016 vor. Die Studie aus dem Jahr 2015 legt der Süddeutschen Zeitung „Konformität“ mit der Meinung der deutschen Politik dar während die Studie aus dem Jahr 2016 der ARD und dem ZDF eine oberflächliche, wertende und meinungsgeprägte Berichterstattung bescheinigt. Ebenso sollen Vertreter der griechischen Regierung in den Beiträgen seltener zu Wort gekommen sein, Reformen werden stets als Maßnahmen beschrieben, die umgesetzt werden müssen, ohne dabei auf die Art der Reformen einzugehen oder über griechische Reformfortschritte eingehend zu berichten.